# マクロスシリーズ
「マクロスシリーズ」（MACROSS）は、SF・ロボットアニメ『超時空要塞マクロス』およびその続編、外伝からなる、アニメを中心とした作品群である。テレビアニメのほか、OVA、アニメーション映画をはじめとする各種メディアミックス展開も積極的に行なわれており、音楽・玩具（プラモデル）・ゲーム・書籍なども多数発売されている。

## 概要
1982年から1983年にかけて連続テレビアニメ『超時空要塞マクロス』がビックウエスト製作、スタジオぬえ原作という体制で放映。1984年には同作の設定や物語を再構成した完全新作アニメ映画『超時空要塞マクロス 愛・おぼえていますか』が公開された。『超時空要塞マクロス』終了後の放送枠では、作品世界に直接のつながりはないものの「超時空シリーズ」と総称されるビックウエスト製作のテレビアニメが放映され、『超時空世紀オーガス』『超時空騎団サザンクロス』の2作をもって終了した。
1987年発売のミュージックビデオ『超時空要塞マクロス Flash Back 2012』を最後にアニメ作品としての展開はいったん途絶えるが、『超時空要塞マクロス』放送開始10周年にあたる1992年、スタジオぬえが関与しないかたちでOVA『超時空要塞マクロスII -LOVERS AGAIN-』がリリースされる。のちに実写版ハリウッド映画（後述）をはじめとする「マクロス4大プロジェクト」が始動し、スタジオぬえが原作に戻って1994年から1995年にかけてOVA『マクロスプラス』、テレビアニメ『マクロス7』がプロジェクトの一環として並行制作で発表された。実写版は実現しなかったものの日本におけるシリーズ化の土台が確立し、それ以降も新たなタイトルが不定期に発表されており、2002年から2004年発売のOVA『マクロス ゼロ』、2008年放映のテレビアニメ『マクロスF』、2016年放映のテレビアニメ『マクロスΔ』といったアニメタイトルをはじめとするシリーズ作品が展開されている。2023年には新作アニメの制作が発表されている。
それぞれの作品に共通し、物語において重要な部分を占めているのは、「バルキリーと呼ばれる可変戦闘機の高速メカアクション」、「歌」、「三角関係の恋愛ドラマ」である。これら3つを織り交ぜる独創的なSF感覚が特徴であり、映像と音楽の一体化を重視している。アニメーション映像は手描きや3DCGなど、時代の変遷に沿うかたちで表現の限界に挑戦し、音楽面では歌謡曲、ロック、テクノ、オーケストラなどの多彩な音楽ジャンルが採用、劇内に登場する音楽アーティストもソロからグループアイドル、バーチャルシンガー、ロックバンドなど、作品ごとに変化して登場する。

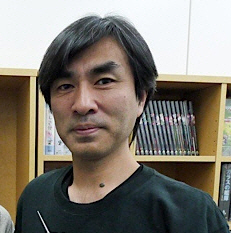
河森正治（2011年）

クリエイターの中心的存在はメカニックデザイナー兼演出家の河森正治。『超時空要塞マクロス』の企画当初よりメカニックデザイン、設定監修などとして携わり、『超時空要塞マクロス 愛・おぼえていますか』では監督を務めた。その後は媒体が変わらなければやらないと発言していたが、10年が経過して「時効」だと言われ、『プラス』『7』を手掛けることになった。この両作品以降はスタジオぬえとともに「原作」としてクレジットに記載され、OVAは『プラス』より、テレビシリーズは『F』より総監督に就き、企画、メインメカデザイン、設定、脚本、絵コンテ、商品監修など作品単体のみならずシリーズ全体を統括している。このほか、同じく『超時空要塞マクロス』に参加したコンセプトデザイナーの宮武一貴、キャラクターデザイナーの美樹本晴彦、メカ作画監督の板野一郎らも続けて主要スタッフとして貢献していたが、『ゼロ』以降は新しい世代が主要スタッフへと刷新していった。
『超時空要塞マクロス』では竜の子プロダクション（現・タツノコプロ）を元請けにアートランド、アニメフレンドなどを下請けとする体制で映像制作が行なわれ、その後のシリーズではタイトルごとに異なる制作会社が担当していたが、『ゼロ』以降は河森が在籍するサテライトが続けて制作を担当し、『F』シリーズ、『Δ』シリーズなどを手がけている。2023年に発表した新作アニメ企画はバンダイナムコフィルムワークスのアニメ制作ブランドであるサンライズが担当する予定。
テレビシリーズの大半は毎日放送 (MBS) が製作として参加しており、TBS系列（JNN系列）での放送となっている。MBSは『ゼロ』を除くOVA作品の製作にも参加しているが、『II』のテレビ初放送はテレビせとうちが製作に参加し、テレビ東京系列で放送された。

## 権利問題
日本国外では、アメリカ合衆国のテレビ番組制作・配給会社、ハーモニーゴールド USAが製作会社の竜の子プロダクションよりテレビアニメ『超時空要塞マクロス』の権利を取得し、同じく竜の子製作の『超時空騎団サザンクロス』『機甲創世記モスピーダ』と合わせてひとつの作品とした「ロボテック・シリーズ」として展開しており、日本国内で『超時空要塞マクロス』の続編を展開してきたビックウエストとは互いの権利の主張で不一致があったため、「マクロス」は日本国外、「ロボテック」は日本国内での展開が行なわれない状態が続いていたが、2021年4月9日にビックウエスト、スタジオぬえ、ハーモニーゴールド USAが共同声明として同年3月1日付で世界的な権利に関する合意を締結したことを発表した。これにより「マクロス」は世界的展開が可能となり、「ロボテック」は実写映画版の日本公開をビックウエストが反対しないことが確認され、「ロボテック」における「マクロス」のキャラクターとメカについてハーモニーゴールド USAによる日本国以外での独占的許諾が承認されることになった。
2021年11月20日に配信された『マクロス進宙式典 2021』で「マクロス」の世界展開が宣言され、翌21日から『II』以降のシリーズ作品における楽曲の全世界での配信が始まり、12月14日からは、日本で1995年に公開された『プラス』の劇場版『マクロスプラス MOVIE EDITION』が米国の映画館で上映された。
2024年より、Disney+でシリーズ全18タイトルの配信が開始された。『超時空要塞マクロス』と『超時空要塞マクロス 愛・おぼえていますか』は日本国内配信のみで、ほかは世界配信となる。

## 作品一覧

### 超時空要塞マクロス
シリーズ第1作。1982年から1983年にかけて放映されたテレビアニメ『超時空要塞マクロス』をはじめとする作品群。作品世界における西暦2009年から2012年にかけてを舞台とし、多数の民間人を乗せたまま宇宙を旅することになった宇宙戦艦マクロスと、戦うことしか知らない巨人型異星人ゼントラーディの戦いを描く。1984年にはテレビ版の設定や物語を再構成した完全新作の劇場版『超時空要塞マクロス 愛・おぼえていますか』が公開され、1987年にはその後の世界を描いたミュージックビデオ『超時空要塞マクロス Flash Back 2012』が発売された。
- テレビアニメ
  - 超時空要塞マクロス（全36話、1982年-1983年）
- 劇場版
  - 超時空要塞マクロス 愛・おぼえていますか（1984年）
- OVA
  - 超時空要塞マクロス Flash Back 2012（1987年）
- 小説
  - 超時空要塞マクロス（全3巻、井上敏樹、小学館、1983年）
  - 夢みるプレリュード My Fair Minmay（シナリオ・スタッフ共著、徳間書店、1983年）
  - 早瀬未沙 白い追憶（大野木寛、徳間書店、1984年）
- ラジオドラマ（ドラマCD）
  - 超時空要塞マクロス・インサイドストーリー マクロス・クラシック（1996年）
- 漫画
  - 超時空要塞マクロス（古城武司、小学館、『てれびくん』1982年）
  - 超時空要塞マクロス（坂丘のぼる、小学館、『小学二年生』1982年11月号-1983年3月号連載）
  - 超時空要塞マクロス（居村眞二、小学館、『小学三年生』1982年11月号、12月号連載）
  - 超時空要塞マクロス（増田ジュン、秋田書店、『冒険王 』1982年）
  - 超時空要塞マクロス THE FIRST（美樹本晴彦、角川書店、2009年-）
  - ゼントラ弁当マクロス風（アキバ鉄工、角川書店、2009年-2011年）

### 超時空要塞マクロスII -LOVERS AGAIN-
『超時空要塞マクロス』10周年を記念して1992年に発売されたOVAシリーズ。前作の約80年後となる西暦2090年代の地球圏を舞台とし、歌によってゼントラーディを操るマルドゥーク軍との戦いを描く。
- OVA
  - 超時空要塞マクロスII -LOVERS AGAIN-（全6話、1992年）
- 小説
  - 超時空要塞マクロスII -LOVERS AGAIN-（全5巻、富田祐弘、小学館、1992年-1994年）
- 漫画
  - 超時空要塞マクロスII -LOVERS AGAIN-（全1巻、岡崎つぐお、小学館、1993年）

### マクロスプラス
1994年から1995年にかけて発売されたOVAシリーズ。『超時空要塞マクロス』より約30年後の西暦2040年、人類初の太陽系外植民惑星エデンと地球を舞台とし、次期主力可変戦闘機のコンペティション「スーパーノヴァ計画」におけるテストパイロット2人の争いと、人工知能によって動くバーチャルアイドル「シャロン・アップル」の脅威を描く。1995年には同作を再編集し、新作カットを加えた劇場版『マクロスプラス MOVIE EDITION』が公開された。
- OVA
  - マクロスプラス（全4巻、1994年-1995年）
- 劇場版
  - マクロスプラス MOVIE EDITION（1995年）
- 小説
  - マクロスプラス（全1巻、信本敬子、小学館、1996年）
- 漫画
  - マクロスプラス タックネーム（U.G.E、角川書店、2010年-）

### マクロス7
『マクロスプラス』と並行し、1994年から1995年にかけて放映されたテレビアニメ『マクロス7』をはじめとする作品群。『超時空要塞マクロス』より約35年後の西暦2045年から2046年にかけ、宇宙を旅する新マクロス級超長距離移民船団マクロス7と、生体エネルギー「スピリチア」を奪う生命体プロトデビルンの戦いのなかで、ロックシンガーの熱気バサラが戦場で自分の歌を聞かせようとする姿を描く。1995年にはテレビ版の番外編として劇場版『マクロス7 銀河がオレを呼んでいる!』が公開され、1997年にはシリーズ15周年企画として2047年の辺境惑星ゾラを舞台とする後日談OVAシリーズ『マクロス ダイナマイト7』が発売された。
- テレビアニメ
  - マクロス7（全49話+テレビ未放映3話 1994年-1995年）
- 劇場版
  - マクロス7 銀河がオレを呼んでいる!（1995年）
  - マクロスFB7 オレノウタヲキケ!（2012年）
- OVA
  - マクロス ダイナマイト7（全4話、1997年）
- 小説
  - マクロス ダイナマイト7（上下巻、飯野文彦、角川書店、1999年-2000年）
- 漫画
  - マクロス7 トラッシュ（全8巻、美樹本晴彦、角川書店、1995年-2001年）
  - マクロス7 バルキリーロック（おちよしひこ、小学館、1994年-1995年）
  - マクロス ダイナマイト7 ミレーヌビート（高山瑞穂、角川書店、1998年）
  - マクロス7thコード（叶之明、角川書店、2009年-2011年、2012年）
- ドラマCD
  - マクロス7 ドッキングフェスティバル 歌は銀河を救う（1995年）
- ラジオドラマ（ドラマCD）
  - マクロス7 CDシネマ（全5巻、1995年-1996年）
  - マクロス7 トラッシュ（1996年）

### マクロス ゼロ
シリーズ20周年を記念して2002年から2004年にかけて発売されたOVAシリーズ。『超時空要塞マクロス』からさかのぼること1年前の西暦2008年、南海に浮かぶマヤン島に眠る古代星間文明種族プロトカルチャーの遺産「鳥の人」をめぐる地球統合軍と反統合同盟の争いを描く。
- OVA
  - マクロス ゼロ（全5巻、2002年-2004年）

### マクロスF

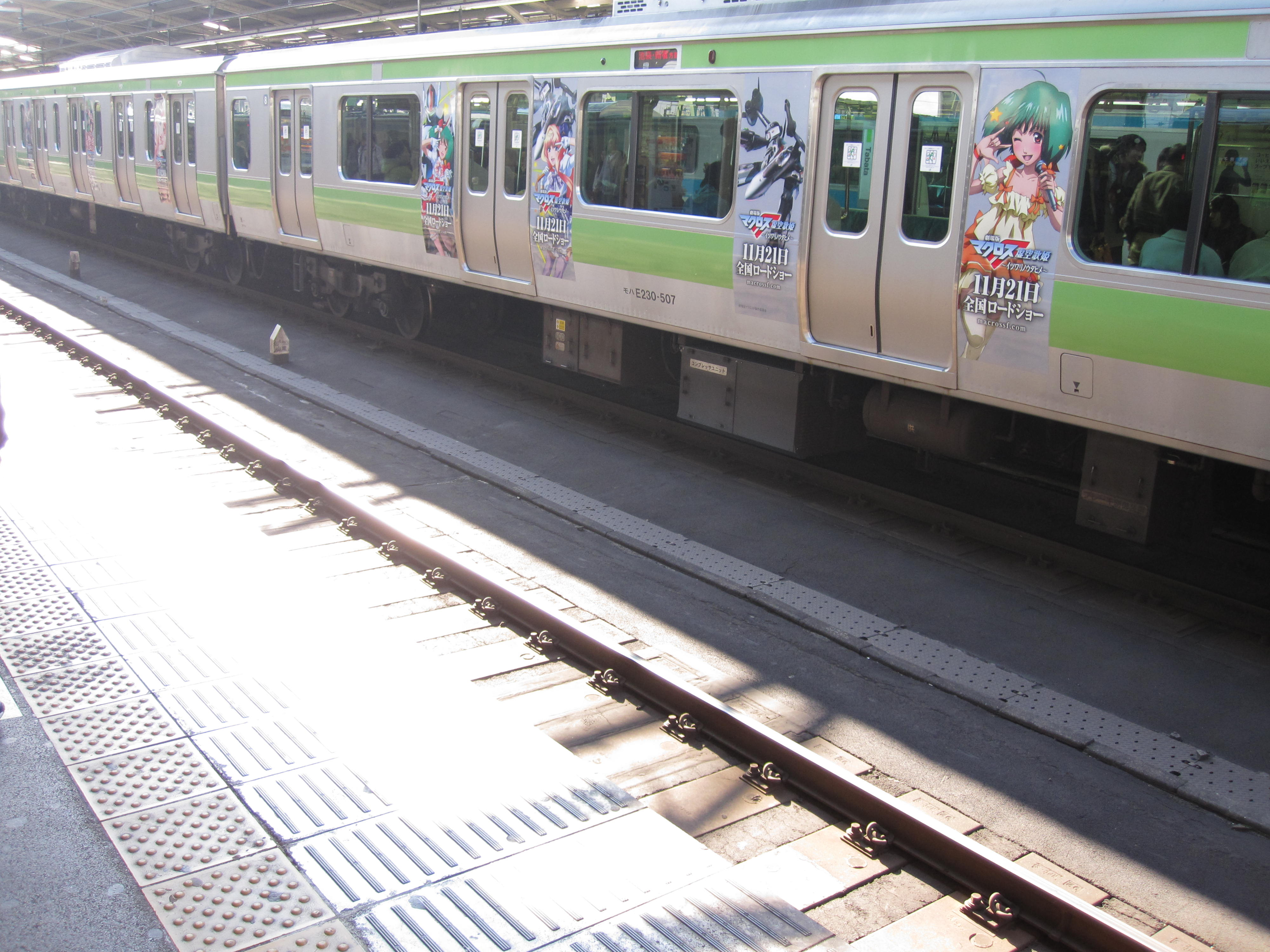
『劇場版 マクロスF 虚空歌姫〜イツワリノウタヒメ〜』公開時期に運行された山手線E231系のラッピング車両（2009年11月）

シリーズ25周年を記念し、2008年に放映されたテレビアニメ『マクロスF』をはじめとする作品群。『超時空要塞マクロス』より約50年後の西暦2059年、超長距離移民船団マクロス・フロンティアと、昆虫のような姿の地球外生命体バジュラの戦いを描く。2009年と2011年には、テレビ版を再構成して新たな物語として作り上げられた『劇場版 マクロスF』2部作が公開された。2021年には完全新作の『劇場短編マクロスF 〜時の迷宮〜』が公開された。
- テレビアニメ
  - マクロスF（全25話、2008年）
- 劇場版
  - 劇場版 マクロスF
    - 劇場版 マクロスF 虚空歌姫 〜イツワリノウタヒメ〜（2009年）
    - 劇場版 マクロスF 恋離飛翼 〜サヨナラノツバサ〜 （2011年）

  - マクロスFB7 オレノウタヲキケ!（2012年）
  - 劇場短編マクロスF 〜時の迷宮〜（2021年）
- 漫画
  - マクロスF（青木ハヤト、角川書店、2008年-2009年）
  - マクロスF 超次空歌巫女ランカ（黒岩よしひろ、角川書店、2008年）
  - マクロスF 抱きしめて、銀河の果てまで。（水島空彦、角川書店、2008年-2009年）
  - マクロスF しーくれっとびじょんず（okiura、角川書店、2009年-）
  - 超生徒会長シェリル（げろたん、角川書店、2009年-2011年）
  - 娘ドラ◎（喜久屋めがね、角川書店、2009年-2010年）
  - マクロスF S.M.S☆物語（氷堂涼二、角川書店、2009年-2010年）
  - アイドルはつらいよF（高雄右京、角川書店、2010年-2011年）
  - シェリル 〜キス・イン・ザ・ギャラクシー〜（小山鹿梨子、講談社、2010年-2011年、2012年）
  - マクロスFF（喜久屋めがね、角川書店、2012年-2013年）
- 小説
  - マクロスフロンティア（全4巻、小太刀右京、角川書店、2008年-2009年）
  - マクロスF フロンティア・メモリーズ（小太刀右京、角川書店、2010年）
  - マクロスF フロンティア・ダイアリーズ（小太刀右京、角川書店、2011年）
  - 劇場版マクロスF（上下巻、小太刀右京、角川書店、2011年）
- ドラマCD
  - 娘ドラ◎（全4巻、2009年）
- OVA
  - 娘クリ Nyan×2 Music Clip（2010年）

### マクロスΔ
2016年に放映されたテレビアニメ『マクロスΔ』をはじめとする作品群。『超時空要塞マクロス』より約60年後（『マクロスF』から8年後）の西暦2067年、銀河系辺境域に存在するブリージンガル球状星団の移民惑星群を舞台とし、銀河に蔓延する奇病ヴァールシンドロームに冒され暴徒と化した人々を癒やす戦術音楽ユニット「ワルキューレ」の活躍と、ヴァールを操り新統合政府からの独立を掲げる「ウィンダミア王国」との戦いを描く。2018年には、テレビ版を再構成し、新作場面と新曲を加えた『劇場版マクロスΔ 激情のワルキューレ』が公開され、2021年には、2068年を舞台とした完全新作『劇場版マクロスΔ 絶対LIVE!!!!!!』が公開された。
- テレビアニメ
  - マクロスΔ（2016年）
- 劇場版
  - 劇場版マクロスΔ
    - 劇場版マクロスΔ 激情のワルキューレ（2018年）
    - 劇場版マクロスΔ 絶対LIVE!!!!!!（2021年）
- 漫画
  - マクロスΔ（タツヲ、講談社、2016年 - 2018年）
  - マクロスΔ外伝 マクロスE（一文字蛍、講談社、2016年 - 2017年）
  - マクロスΔ 銀河を導く歌姫（満月シオン、一迅社、2016年 - 2017年）
  - マクロスΔ 黒き翼の白騎士（藤小豆、一迅社、2016年 - 2017年）
- 小説
  - マクロスΔ（小太刀右京、講談社、2016年 - ）

### その他
上記分類に該当しない作品、およびシリーズ作品を総合的に含むもの。
- アニメ
  - マクロス超時空ゼミナール!!（2012年）
- ラジオドラマ（ドラマCD）
  - マクロス・ジェネレーション（全10話、1997年）
- 小説
  - マクロス・ザ・ライド（小太刀右京、アスキー・メディアワークス、2010年-2011年）
  - マクロス30 銀河を繋ぐ歌声（小太刀右京、アスキー・メディアワークス、2013年）
- 漫画
  - マクロス コミックゼントラ盛り（マクロスエース編集部編、角川書店、2011年）
- ミュージカル
  - マクロス ザ・ミュージカルチャー（脚本：御笠ノ忠次、演出：茅野イサム、2012年）

## 特徴

### 作品世界
おもな舞台となるのは21世紀の銀河系宇宙。地球に墜落した謎の宇宙船とそこから得た超科学（オーバーテクノロジー）により、地球人類は目覚めを促され、やがてゼントラーディと呼ばれる異星人勢力とのあいだで史上初の星間戦争を経験することになる。墜落した宇宙船ののちの姿こそ作品のタイトルになっている巨大宇宙戦艦「マクロス」であり、地球を含む宇宙の歴史を変える「運命の船」となる。地球人類はゼントラーディとの争いのなかで、種としての存亡に関わる困難を経ながら、「文化」と、その象徴である「愛」や「歌」の力によって共生の道を見出すことになる。
そして人類は地球固有種から銀河に数多く存在する知的生命体へと意識を変革し、銀河系各方面へ生活圏を拡げる宇宙時代の到来を迎える。そのなかで強大な異星人勢力や宇宙生物と衝突しながら、単なる文化の象徴としてのみならず、時空を超えて作用する大いなる力としての側面が描かれるようになった「歌」によっていくたびも奇跡を起こし、困難を乗り越えてゆく。
シリーズ化のなかで、キャラクターの世代交代も行われ、地球人とゼントラーディ人の混血者も人種融合の証としてしばしば登場する。戦中・戦後世代の感覚差も描かれるが、アイドル歌手リン・ミンメイや、史上初の星間結婚を果たしたマクシミリアン・ジーナス、ミリア・ファリーナ・ジーナス夫妻らは、そのような感情を超え融和を果たした象徴的なキャラクターとしてシリーズ各所に名を残す。さらにプロトカルチャーと呼ばれる太古の科学文明も、種族の起源にまつわる重要な存在として、以後大半のシリーズに関わりを示す。
シリーズのテーマとしては、戦争や軍隊を背景にしながら「文化」をキーワードに、異星人に限らず、現代社会と旧社会、軍人と民間人など環境や価値観の異なる異文化間のカルチャーギャップ（カルチャーショック）による時代の変容が描かれる。河森は「戦争という異文化の交流によるカルチャーショックや、それにより変遷していく文化を扱うものとして、武力で決着しない作品をつくれないかと考えたのが最初のマクロスです」と述べ、宮武は「意志の疎通の混乱から生まれるカタルシス、その上で出てくる"人間の軋轢とゴッタゴタと無茶苦茶さ"がマクロスの核なんです」と説明している。さきに述べたように、「歌」、「恋愛（三角関係）」、「戦闘（可変戦闘機）」は本シリーズの世界における根幹的な三大要素として必ず盛り込まれており、異文化の接触から生まれるもの、または異文化の壁を乗り越えるものとして、ごく日常的な「愛情」や「歌」が普遍的な価値を示している。そして「可変戦闘機」は本作がロボットアニメとして成立・継続するうえで商業的に必須の要素であり、ほとんどすべてのシリーズ作品に登場する。

### 作品の解釈
本シリーズは作品ごとにテーマが変わり、物語性を重視しているため、前の作品との辻褄合わせを優先することはない。同じ時代を扱った物語でもテレビ版と劇場版で設定や結末を変えることも多い。これについてメインクリエーターの河森は、次のような解釈を示している。
- それぞれの物語は、架空の世界（マクロスワールド）の歴史的出来事をモチーフにして、あとからつくられた創作物（フィクション）である。史実をもとに制作されたが、描き方まで史実どおりとは限らない[注 5]。
- テーマ・人物像・ガジェットなどは作り手の演出・脚色によりアレンジされている。同じ出来事をモチーフにしてもテレビ、OVA、映画ではそれぞれ異なった表現法になる。具体例として、『超時空要塞マクロス』テレビ版と劇場版の位置付けの違いを参照。
- シリーズの年表は為政者が勝手に書き換えたものをイメージしている[18]。年表上から作為的に消された「事実」も存在し、『マクロス ゼロ』のエピソードはこれに当たる[注 6]。
- 登場するメカも架空の実在機を各作品のスタイルにアレンジして「出演」させたもので、本来の姿は別に存在する[19][注 7]。性能・装備などは、軍の発表をもとに軍事評論家が作った推測データ的な扱いである[20]。
- フィクションという意識から、作風も一作ごとに変えている。『超時空要塞マクロス』は日常ドラマ[21]、『超時空要塞マクロス 愛・おぼえていますか』は舞台劇[21]、『マクロスプラス』は洋画[21]、『マクロス7』は漫画[21]、『マクロス ゼロ』は神話[21]、『マクロスF』は学園青春ドラマ[21]、『劇場版 マクロスF』は戦場ライブ[22]、『マクロスΔ』は「『7』と『プラス』の融合+α[23]」をイメージしている。

また、アニメを主軸に展開されたシリーズではあるが、制作者はアニメが主で模型やゲームなどの関連商品が従であるという考え方はしておらず、模型やゲームも等しくマクロスワールドを構築しているという考えを持っている。そのため、河森も宮武もあえて「本編」という言い方はしないようにしている。

### 兵器・戦闘描写
『超時空要塞マクロス』に登場する可変戦闘機・VF-1バルキリーは、実在の戦闘機に酷似した飛行形態から巨大ロボットに変形するという斬新なコンセプトで人気を博した。以降のシリーズでも同様の可変戦闘機が登場し、『マクロスプラス』は次期可変戦闘機のトライアル自体が作品の主題となっている。
その可変戦闘機の活躍をさらに引き立てたのが「板野サーカス」の異名を持つ板野一郎の作画であり、その視聴者の眼が追いつかないほどのダイナミックな機体の挙動やミサイルの乱舞は、本シリーズの代名詞であるとともに、以降のSFアニメの演出にも多大な影響を及ぼしている。『マクロス ゼロ』では、板野自身がCGモーションディレクターに転向したこともあり、全面的に3DCGによる描写が導入されている。『マクロスF』以降の作品には板野は関与しておらず、『F』では『ゼロ』で板野から直接指導を受けた八木下浩史がCGIテクニカルディレクターを務めた。

## 年表
作品を時系列でみると以下の通り。
- 『マクロス ゼロ』（2008年）
- 『超時空要塞マクロス』『超時空要塞マクロス 愛・おぼえていますか』（2009年 - 2010年）
- 『超時空要塞マクロス Flash Back 2012』（2012年）
- 『マクロスプラス』（2040年）
- 『マクロス7』（2045年 - 2046年）
- 『マクロス ダイナマイト7』（2047年）
- 『マクロスF』（2059年）
- 『マクロスΔ』（2067年）
- 『超時空要塞マクロスII - LOVERS AGAIN -』（2090年代）
  - 年表に該当する作品名や放送話は〈〉内に記載する。
  - スタジオぬえ・河森正治版は河森や千葉昌宏（設定監修担当）が制作した年表を参考資料とする。テレビ版『マクロスF』の時代については『RANKA マクロスF ランカ・リー オフィシャルブック』（太田出版）の記述による。
  - 『超時空要塞マクロスII - LOVERS AGAIN -』と関連ゲーム『超時空要塞マクロス2036』『超時空要塞マクロス 永遠のラブソング』はシリーズ原作者のスタジオぬえ・河森正治が関与しておらず、銀河大航海時代以降の歴史設定が異なるため、マクロスII版として別記する。
  - プロトカルチャー時代と統合戦争時代については『マクロス7』『マクロス ゼロ』にあわせて内容が改訂され、監察軍の起源や統合戦争の経緯などが変更されている。
  - 『超時空要塞マクロス 愛・おぼえていますか』は設定上「2031年に公開された映画」とされている。

### スタジオぬえ・河森正治版

#### プロトカルチャー時代
プロトカルチャーの時代については『超時空要塞マクロス』の時点で発表された年表と『マクロス7』終了時に発表された年表では大きく変更されているため、それぞれに分けて記載する。

##### 『超時空要塞マクロス』時点
- 紀元前200億年 - ビッグ・バン。
- 紀元前50万年 - プロトカルチャー暦（P.C.）元年。
  - P.C.2400年 - 亜光速宇宙船による第一次宇宙植民開始。
  - P.C.2700年 - フォールド航行による第二次宇宙植民開始。
  - P.C.2800年 - プロトカルチャー、星間共和国を統一。
  - P.C.2900年 - 調査船が地球を訪れる。
  - P.C.3000年 - 星間共和国がゼントラーディ派と監察派に分裂し紛争開始。
  - P.C.25000年 - プロトカルチャー全滅。

##### 『マクロス7』以降
- 紀元前200億年 - ビッグ・バン。同時に異次元宇宙サブ・ユニバースも誕生。
- 紀元前100万年 - 宇宙初の知的生命体プロトカルチャーが誕生。サブ・ユニバースにおいてもエネルギー生命体が発生、進化。
- 紀元前50万年 - プロトカルチャー暦（P.C.）元年。
  - P.C.2600年代 - 宇宙移民開始。代理兵器として巨人種族ゼントラーディ人が開発、量産される。
  - P.C.2800年代 - プロトカルチャー、星間共和国を統一。
  - P.C.2860年 - 星間共和国を二分する内乱が勃発。
  - P.C.2870年 - 調査船が太古の地球を発見、原住生物に遺伝子改造を施す。のちに亜プロトカルチャー「人類」が発生。
  - P.C.2871年 - 運用実験中の生物兵器エビル・シリーズにサブ・ユニバースのエネルギー生命体が憑依、プロトデビルンとなる。洗脳したプロトカルチャーやゼントラーディ人を率いて星間共和国を侵略。
  - P.C.2872年 - プロトデビルンに生体エネルギー、スピリチアを奪われ、プロトカルチャーの85%が衰弱死。特殊能力者アニマスピリチアたちの活躍で、プロトデビルンは先進科学惑星に封印される。
  - P.C.2875年 - プロトデビルン戦の被害およびゼントラーディ人の暴走により星間共和国は崩壊状態となる。
  - P.C.25000年 - プロトカルチャーほぼ全滅。ゼントラーディ軍と監察軍（プロトデビルンの洗脳兵）は主を失ったまま、闘争本能に従い抗争を続ける。

#### 統合戦争（マクロス ゼロ）
- 1999年
  - 7月 - 巨大物体が太平洋上の南アタリア島に落下。調査の結果、全長1km以上の宇宙船（コードネーム：ASS-1）と判明。
  - 12月 - 宇宙船は戦闘用で、人類の5倍サイズの巨大異星人のものと分析される（注：第一次星間大戦後に監察軍の放棄艦と判明する）。
- 2000年
  - 4月 - ASS-1から発見されたオーバーテクノロジー（OTM）により、対巨人用戦闘兵器バトロイドとデストロイドの開発開始。
  - 6月 - 異星人の存在を公表（サイズは公表せず）。国連が地球統合政府作成案を発表。
  - 7月 - 統合思想に反発する諸勢力が蜂起。統合戦争と呼ばれる世界規模の紛争が始まる。
- 2001年
  - 1月 - 地球統合政府および地球統合軍が発足。
  - 2月 - ASS-1をSDF-1と改称し、修復・再利用する計画が開始。
- 2002年
  - 2月 - 全領域可変戦闘システム（可変戦闘機）の試案提出。
  - 5月 - 地球各地および月面に超巨大兵器グランドキャノンシリーズ建造開始。
  - 11月 - 月面アポロ基地地下で純地球製のSDF-2建造開始。
- 2004年12月 - 試作可変戦闘機VF-0フェニックス1号機完成。
- 2005年9月 - 反統合勢力のゲリラ攻撃で、火星サラ基地撤収船団が全滅。
- 2008年
  - 9月 - マヤン島近海底でプロトカルチャーの遺物（コードネーム：AFOS、通称：鳥の人）を発見。統合軍と反統合同盟のあいだで争奪戦が行われ、試作型の可変戦闘機やデストロイドが実戦投入される。戦闘の最中に「鳥の人」が覚醒して暴走。統合軍は「オペレーション・イコノクラスム」を発動。〈『マクロス ゼロ』〉
    - 「鳥の人」事件を機に反統合同盟は瓦解。

  - 11月 - 主力可変戦闘機VF-1バルキリーの量産開始。
  - 12月 - 統合戦争終結[注 8]。宇宙空母アームド-01および02就役。

#### 第一次星間大戦（超時空要塞マクロス）
- 2009年
  - 1月 - SDF-1をマクロスと命名。
  - 2月[注 9] - マクロス進宙式当日、ゼントラーディ軍ブリタイ艦隊が出現。マクロス主砲の誤射を口火に第一次星間大戦が勃発。〈『超時空要塞マクロス』第1話〉
    - マクロス、フォールドの失敗で南アタリア島ごと冥王星軌道へ転移。南アタリア島住民を収容し地球への帰還を目指す。〈『超時空要塞マクロス』第3話〉

  - 3月 - マクロス艦内に市街地完成。ブリタイ艦隊との戦闘でトランスフォーメーションを敢行。〈『超時空要塞マクロス』第5話〉
  - 10月 - マクロス、火星サラ基地廃墟でカムジン部隊と戦闘。〈『超時空要塞マクロス』第7話〉
    - マクロス艦内テレビ開局記念ミス・マクロスコンテストでリン・ミンメイが優勝。〈『超時空要塞マクロス』第9話〉

  - 11月 - 早瀬未沙とバーミリオン小隊員計4名が捕虜となり、ボドル基幹艦隊でゼントラーディ人とファーストコンタクト。リン・ミンメイ歌手デビュー。〈『超時空要塞マクロス』第11話〉
    - 捕虜4名脱走に成功。マクロス地球帰還。〈『超時空要塞マクロス』第12話〉

  - 12月 - マクロスの全方位バリアの暴走で北米オンタリオ自治区壊滅。〈『超時空要塞マクロス』第19話〉
    - 統合軍総司令部の地球外出撃命令で、マクロス再び宇宙へ。〈『超時空要塞マクロス』第20話〉
- 2010年
  - 1月 - マクロス艦内でリン・ミンメイ主演映画「小白竜（シャオ・パイ・ロン）」公開。〈『超時空要塞マクロス』第21話〉
    - ブリタイ艦隊のゼントラーディ兵士、マクロスへ亡命開始。〈『超時空要塞マクロス』第23話〉

  - 2月 - マクロス、ブリタイ艦隊と和平協定締結。両軍のエースパイロットであるマクシミリアン・ジーナス（通称マックス）とミリア・ファリーナが星間結婚。〈『超時空要塞マクロス』第25話〉
    - 2月11日 - ボドル基幹艦隊が太陽系内に進出。マクロス・ブリタイ同盟が「ミンメイ・アタック」で奇跡的に勝利するも、地球人類はほぼ全滅。〈『超時空要塞マクロス』第27話〉

  - 3月 - 地上戦ののち第一次星間大戦終結。
  - 4月 - 新統合政府発足。クローン技術による環境の再生、ゼントラーディ人との共存政策（教育やマイクローン化）を実施する。
- 2011年
  - 3月 - マックス、ミリア夫妻の長女コミリア・マリア・ジーナス誕生。初の星間混血児として祝福される。
  - 8月 - 世界各地でゼントラーディ人不満分子の暴動発生。〈『超時空要塞マクロス』第28話〉
  - 10月 - ゼントラーディ軍の自動工場衛星奪取作戦。〈『超時空要塞マクロス』第30話〉
- 2012年
  - 1月 - カムジン一派がマクロス・シティを急襲（第一次マクロス・シティ防衛戦）。〈『超時空要塞マクロス』第36話〉 
    - 宇宙移民計画（銀河播種計画）発表。

  - 2月 - VF-4ライトニングIII量産開始。
  - 8月 - リン・ミンメイさよならサマーコンサートツアー。〈『超時空要塞マクロス Flash Back 2012』〉
  - 9月 - SDF-2を再設計したメガロード-01を旗艦とする第一次超長距離移民船団が出発。以後、調査船団や移民船団が銀河系各方面へ旅立つ。
  - ?月 - 新星インダストリー社設立。

#### 銀河大航海時代
- 2013年11月 - 近距離移民船団がグルームブリッジ恒星系で居住可能な惑星を発見、エデンと命名し移民開始。
- 2014年 - 第2次、第3次超長距離移民船団（メガロード-02、03）出発。
- 2014年から2030年にかけて、辺境部の惑星でテロ事件が相次ぐ。鎮圧のため、マックス、ミリア夫妻が率いる特務部隊ダンシング・スカルが活躍する。〈『マクロスM3』〉
- 2016年 - メガロード-01、銀河中心付近で消息を絶つ（一般には情報公開されず）。
- 2017年 - ゼネラル・ギャラクシー社設立。
- 2025年 - メガロード-13、バロータ星系に移民開始。
- 2030年 
  - 9月 - 100万人規模となる第1次新マクロス級超長距離移民船団出航。
  - 11月 - 第二次マクロス・シティ防衛戦。以後、巨人サイズのゼントラーディ人は地球居住不許可となる。
  - 12月 - 遺伝子疾患増加のためクローン計画終了。
    - 主力可変戦闘機VF-11サンダーボルト量産開始。
- 2031年2月 - 第一次星間大戦を描いた映画「愛・おぼえていますか」が公開され、ミンメイブーム再燃。〈『超時空要塞マクロス 愛・おぼえていますか』〉
- 2038年 - 新マクロス級7番艦（マクロス7）率いる第37次超長距離移民船団が出発。艦長・副長はマックス、ミリア夫妻。オブザーバーとしてエキセドル・フォルモが同行。

#### シャロン・アップル事件（マクロスプラス）
- 2039年 - ヴァーチャルシンガー、シャロン・アップルがデビュー。銀河ネットワークチャートを席巻。
- 2040年
  - エデンのニューエドワーズ基地において、YF-19とYF-21の採用コンペティション（スーパーノヴァ計画）が行われる。〈『マクロスプラス』第1話、第2話〉
  - マクロス・シティにおいて第一次星間大戦終結30周年式典を挙行中、シャロンの人工知能が暴走し、新統合軍中枢機能を占拠（シャロン・アップル事件）。エデンから出撃したYF-19とYF-21の介入により終息。〈『マクロスプラス』第3話、第4話〉
- 2041年
  - YF-19、次期主力可変戦闘機VF-19エクスカリバーとして制式採用。
  - 新マクロス級25番艦（マクロス・フロンティア）率いる第55次超長距離移民船団が出発。
- 2042年 - YF-21、特殊作戦機VF-22シュトゥルムフォーゲルIIとして制式採用。

#### バロータ戦役（マクロス7）
- 2043年 - 「氷の惑星」ことバロータ星系第4惑星（かつての先進科学惑星）の調査中、プロトデビルン封印フィールドの機能が低下。イワーノ・ギュンター以下特務調査隊が憑依・洗脳される。
- 2045年
  - 3月 - 銀河系中心方面へ航行中のマクロス7船団、謎の敵バロータ軍に襲撃される。熱気バサラが戦場で歌い始める。〈『マクロス7』第1話〉
  - 4月 - Fire Bomberデビュー。〈『マクロス7』第9話〉
  - 5月 - バロータ軍工作員によりシティ7強制分離。フォールドシステムの故障により宇宙を漂流する。〈『マクロス7』第12話〉
  - 6月 - バロータ軍艦隊とマクロス7船団が会戦。バトル7トランスフォーメーション。〈『マクロス7』第16話〉
  - 8月 - 恒星α1101の重力に捉えられたシティ7をバトル7が救出。シティ7が船団に復帰。〈『マクロス7』第22話〉
  - 9月 - Fire Bomberを民間協力隊としてサウンドフォースに任命する。〈『マクロス7』第23話〉
    - マクロス7船団、惑星ラクスに到着しマクロス5船団の壊滅を確認。バロータ軍主力艦隊に包囲される。〈『マクロス7』第26話〉

  - 12月 - ラクス地下からプロトカルチャーの古代遺跡が出現。調査によりプロトデビルンの正体が判明。〈『マクロス7』第37話〉
    - プロトデビルンの一体ギギルの自己崩壊により惑星ラクス消滅。〈『マクロス7』第38話〉
- 2046年
  - 1月 - 熱気バサラ、辺境惑星でエミリア・ジーナスとセッションを行い、襲来したプロトデビルンを撃退。〈『マクロス7 銀河がオレを呼んでいる!』〉
  - 2月 - 特別攻撃隊による氷の惑星突入作戦（オペレーション・スターゲイザー）決行。〈『マクロス7』第44話〉
    - 氷の惑星上で最終決戦。バサラの熱唱によりプロトデビルンはスピリチア自己再生種族へと進化し去る。〈『マクロス7』第48話、49話〉
- 2047年 - 熱気バサラ、放浪の旅で惑星ゾラに立ち寄り、銀河クジラとのセッションに成功。〈『マクロス ダイナマイト7』〉

#### バロータ戦役からバジュラ戦役まで
- 2047年 - 次期ゼントラーディ戦のサウンドプロジェクトに参加する予定だったアイドルグループ「ミルキードールズ」が、ゼントラーディ復興を図る組織によって誘拐される。統合軍の強襲潜行母艦ヴァルハラIIIが救出に成功し、組織は壊滅する。〈『マクロス デジタルミッション VF-X』〉
- 2050年 - 新統合政府の地球至上主義派・ラクテンスと、地方分権主義派・ビンディランスが対立する事件が勃発する。〈『マクロス VF-X2』〉
- 2052年 - マクロス７船団で新生サウンドフォース発足、7thコード事件〈『マクロス7thコード』〉
- 2058年 - マクロス・フロンティア船団で「バンキッシュ・レース」が開催される。〈『マクロス・ザ・ライド』〉

#### バジュラ戦役（マクロスF）
- 2048年 - 第117次大規模調査船団（旗艦SDFN-4グローバル）が異星生命体バジュラに襲われ壊滅。
- 2059年
  - 3月 - マクロス・フロンティア船団に「銀河の妖精」ことシェリル・ノームが来訪。コンサート当日、同船団をバジュラが襲う。〈『マクロスF』第1話〉
  - 5月 - マクロス・ギャラクシー船団がバジュラの襲撃で消息を絶つ。〈『マクロスF』第6話〉
  - 7月 - 映画「鳥の人 -BIRD HUMAN-」公開。マオ・ノーム役のランカ・リーが脚光を浴びる。〈『マクロスF』第10話〉
  - 8月 - 惑星ガリア4でゼントラーディ人の第33海兵部隊の一部が反乱。ガリア4の未踏エリアでSDFN-4グローバルの残骸が発見される。ディメンション・イーターによりガリア4壊滅。フロンティア船団、バジュラ準女王が率いる群と交戦。〈『マクロスF』第12話 - 第14話〉
    - フロンティア船団、超長距離フォールドを決行。〈『マクロスF』第18話〉
    - フロンティア内部でバジュラ第2形態が大量発生。ハワード・グラス第4代大統領、首席補佐官レオン・三島の手により暗殺。〈『マクロスF』第20話、第21話〉
    - 三島、第5代大統領に就任。S.M.S、フロンティア船団より離反。〈『マクロスF』第22話〉

  - 9月 - フロンティア船団がバジュラ本星に到達。戦乱の黒幕であるギャラクシー船団の戦闘部隊、および同船団上層部が融合したバジュラクイーンと交戦。船団に復帰したS.M.Sの告発により三島大統領は失脚。バジュラは人類理解により攻撃を停止。ギャラクシー側はフロンティア船団とバジュラの連合軍に敗北。戦後、フロンティア船団はバジュラから本星を譲り受けて入植を開始する。〈『マクロスF』第24話、第25話〉

#### バジュラ戦役以降
- 2060年 - 惑星ウロボロスにおいて、新統合軍第815独立戦隊「ハーヴァマール」が最後のエビル・シリーズ「フォールド・エビル」の封印を解き、大規模な歴史改変をもくろむ。S.M.S惑星ウロボロス支社と時空転移に巻き込まれた過去の英雄たちの活躍により陰謀は阻止される。〈『マクロス30 銀河を繋ぐ歌声』〉
- 2060年 - Fire Bomber再結成、「Re:FIRE!!」発売。〈『Re:FIRE!!』〉
- 2062年 - マクロス・ツーナイン船団において、「ミス・マクロスコンテスト」実施。ネオ・ゼントラン蜂起。〈『マクロス ザ・ミュージカルチャー』〉

#### ウィンダミア独立戦争（マクロスΔ）
- 2059年 - バジュラ戦役終結後、銀河各地に人類種が凶暴化する病、ヴァールシンドロームが蔓延しはじめる。
- 2060年 - 銀河辺境宙域のブリージンガル球状星団にあるウィンダミア王国が、不平等条約に反抗して新統合政府に独立戦争を仕掛ける（ウィンダミア第一次独立戦争）。
  - ウィンダミア王国のカーライル市に次元兵器が投下される（カーライルの黒い嵐）。
  - ウィンダミア王国より新統合軍が撤退し、事実上の休戦。
- 2062年 - 惑星ピプレで、ケイオスがヴァール鎮圧実験「プロジェクト・スローンズ」を行う。〈『マクロスΔ外伝 マクロスE』〉
- 2063年 - 戦術音楽ユニット編成計画が始まる。
- 2064年 - ヴァールシンドローム対策として、ケイオス・ラグナ支部に戦術音楽ユニット第1期生が選抜・招集される。
  - 8月17日 - 独立戦争時にウィンダミア王国で回収された細胞片より「星の歌い手」のクローン（美雲・ギンヌメール）誕生。
- 2065年
  - 5月11日[30] - 戦術音楽ユニットの名称がワルキューレとなり、Δ小隊がその護衛と連携を担当する。
  - 8月 - 惑星アルヴヘイムがヴァールシンドロームにより全滅。
  - 12月 - 美雲・ギンヌメールがワルキューレに加入。
- 2067年
  - 惑星アル・シャハルでヴァールシンドロームが発生。ワルキューレによる鎮圧ライブが行われている最中、ウィンダミア軍の精鋭、空中騎士団が奇襲をかける。〈『マクロスΔ』第1話〉
  - フレイア・ヴィオンがデビューし、ワルキューレが5人体制となる。ウィンダミア王国が再度、新統合政府に対し宣戦を布告（ウィンダミア第二次独立戦争）。〈『マクロスΔ』第4話〉
  - ウィンダミア軍が惑星ラグナの遺跡に出現した巨大システムを用いて、球状星団に絶対制風圏を確立。ケイオスと新統合軍の残存勢力は避難民とともに球状星団より撤退。〈『マクロスΔ』第13話〉
  - ウィンダミア本国において新国王の戴冠式。宰相ロイド・ブレームによる新統合政府打倒宣言。〈『マクロスΔ』第15話〉
  - 惑星ラグナに出現した「星の神殿」を通じ、全人類種の意識統合をもくろむロイドの支配下に置かれた美雲の歌により、銀河全域にフォールドニューロネットが形成される。国王と空中騎士団がケイオス側と一時協力し、ロイドを討伐。ウィンダミア軍は完全撤退し、ラグナは解放される。〈『マクロスΔ』第26話 〉
- 2068年 - ワルキューレ、ウィンダミアで停戦記念ライブを開催。反統合政府組織ヘイムダルがウィンダミアを襲撃。〈『劇場版マクロスΔ 絶対LIVE!!!!!!』 〉

### 『マクロスII』版
2012年のメガロード-01出発後、地球には10年おきくらいにゼントラーディ基幹艦隊が来襲するが、歌による防衛網（ミンメイディフェンス）で退ける。地球文明は繁栄期を迎えるが、文化の力を過信する風潮も生まれる。
- 2036年 - カムジン一派に手引きされ、ミンメイアタックを無効化するヌェルド基幹艦隊が襲来。マックス、ミリア夫妻の長女コミリア・マリア・ジーナスらが属する訓練部隊がVF-1SRで出撃。〈『超時空要塞マクロス2036』〉
- 2037年 - カムジン一派とともにプラド基幹艦隊が来襲。〈『超時空要塞マクロス 永遠のラヴソング』〉
- 2054年
  - 5月6日- マクロス級移民船ミリオンスター、ログェス基幹艦隊の攻撃で撃沈される。
  - 12月 - 冥王星軌道上でブリタイ艦隊とミンメイアタックを中心に迎撃し、ログェス艦隊を撃退。
- 2072年 - VF-2バルキリーIIシリーズ一号機ロールアウト。
- 2081年 - 宇宙空間用VF-2SS配備開始。
- 2086年 - 大気圏内用VF-2JA配備開始。
- 2090年代 - 異星人勢力マルドゥーク来襲。マルドゥークの歌巫女・イシュタルによって地球の歌がマルドゥーク側に伝わり、それを機にマルドゥーク軍は独裁的指導者イングスから離反し、これを打倒する。その後、地球とマルドゥークの間で和平が結ばれる。〈『超時空要塞マクロスII -LOVERS AGAIN-』〉

## 関連番組

### テレビ番組

#### マクロス 超時空ゼミナール!!
『マクロス30周年記念番組 マクロス 超時空ゼミナール!!』（マクロス さんじゅっしゅうねん きねんばんぐみ ちょうじくうゼミナール）は、2012年7月2日より12月24日まで放送された特別番組。
デフォルメ化したシェリル・ノーム（声 - 遠藤綾）が「銀河マクロス史講師」として、30周年を迎えたマクロスシリーズの歴史を振り返り、歴代作品のエピソードを紹介していく。講義中の映像は、戦闘やコンサートのダンスなどの動きが激しいシーン全般において意図的にコマ落ち処理されている。
このほか、2013年にはテレビゲーム『マクロス30』のプロモーションの一環として、ゲーム公式サイトで『マクロス30出張版』が配信された。
| 回数   | 放送日 （MX） | 紹介エピソード                                                                      |
| ------ | ------------- | ----------------------------------------------------------------------------------- |
| 第1回  | 2012年 7月2日 | 『超時空要塞マクロス』 第1話「ブービー・トラップ」 / 第2話「カウント・ダウン」      |
| 第2回  | 7月9日        | 『超時空要塞マクロス』 第6話「ダイダロス・アタック」 / 第9話「ミス・マクロス」      |
| 第3回  | 7月16日       | 『超時空要塞マクロス 愛・おぼえていますか』（前半）                                 |
| 第4回  | 7月23日       | 『超時空要塞マクロス』 第26話「メッセンジャー」 / 第27話「愛は流れる」              |
| 第5回  | 7月30日       | 『超時空要塞マクロス 愛・おぼえていますか』（後半）                                 |
| 第6回  | 8月6日        | 『超時空要塞マクロス』 第35話「ロマネスク」 / 第36話「やさしさサヨナラ」            |
| 第7回  | 8月13日       | 『マクロス7』 第1話「スピーカーポッド」 / 第2話「スピリチアレベル」                 |
| 第8回  | 8月20日       | 『マクロス7』 第23話「サウンドフォース」 / 第28話「サウンド新兵器」                 |
| 第9回  | 8月27日       | 『マクロス7』 第33話「裏切りと少女の涙」 / 第34話「ギギルが歌った日」               |
| 第10回 | 9月3日        | 『マクロス7』 第37話「宇宙遺跡のナゾ?」 / 第38話「禁断惑星のシビル」                |
| 第11回 | 9月10日       | 『マクロス7』 第48話「ミレーヌ涙の熱唱」 / 第49話「銀河に響く歌声」                 |
| 第12回 | 9月17日       | 『マクロスプラス』 Episode1 / Episode2                                              |
| 第13回 | 9月24日       | 『マクロスプラス MOVIE EDITION』                                                    |
| 第14回 | 10月1日       | 『マクロス7 銀河がオレを呼んでいる!』                                               |
| 第15回 | 10月8日       | 『マクロス ダイナマイト7』 VOL.3「孤独 LONESOME」 / VOL.4「銀河クジラの歌う星ZORA」 |
| 第16回 | 10月15日      | 『超時空要塞マクロスII -LOVERS AGAIN-』 第1話「コンタクト」                         |
| 第17回 | 10月22日      | 『超時空要塞マクロスII -LOVERS AGAIN-』 第6話「シング・アロング」                   |
| 第18回 | 10月29日      | 『マクロス ゼロ』 第一章「海と風と」 / 第二章「地上の星」                           |
| 第19回 | 11月5日       | 『マクロス ゼロ』 第四章「密林」 / 最終章「鳥の人」                                 |
| 第20回 | 11月12日      | 『マクロスF』 第1話「クロース・エンカウンター」 / 第2話「ハード・チェイス」         |
| 第21回 | 11月19日      | 『マクロスF』 第6話「バイバイ・シェリル」 / 第7話「ファースト・アタック」           |
| 第22回 | 11月26日      | 『マクロスF』 第11話「ミッシング・バースデー」 / 第12話「ファステスト・デリバリー」 |
| 第23回 | 12月3日       | 『マクロスF』 第24話「ラスト・フロンティア」 / 第25話「アナタノオト」               |
| 第24回 | 12月10日      | 『劇場版 マクロスF 〜イツワリノウタヒメ〜』                                         |
| 第25回 | 12月17日      | 『劇場版 マクロスF 〜サヨナラノツバサ〜』                                           |
| 第26回 | 12月24日      | 『and more...』 銀河マクロス史おさらい、ほか                                        |

| 放送地域 | 放送局   | 放送期間                     | 放送時間           | 放送系列 | 備考     |
| -------- | -------- | ---------------------------- | ------------------ | -------- | -------- |
| 東京都   | TOKYO MX | 2012年7月2日 - 12月24日      | 月曜 22:00 - 22:30 | 独立局   |          |
| 日本全域 | BS11     | 2012年7月13日 - 2013年1月4日 | 金曜 23:00 - 23:30 | BS放送   | ANIME+枠 |

#### マクロスを作った男たち
『マクロス30周年記念番組 マクロスを作った男たち』（マクロスさんじゅっしゅうねんきねんばんぐみ マクロスをつくったおとこたち）は、TOKYO MXで2012年7月8日20時から21時にかけて放送された特別ドキュメンタリー番組。
「マクロスシリーズ」30周年と2012年7月26日発売の『超時空要塞マクロス 愛・おぼえていますか』Blu-ray Disc化を記念し、『超時空要塞マクロス』誕生から『愛・おぼえていますか』制作の秘話について、河森正治監督をはじめ関係者の証言をもとに振り返る内容となっている。ナレーションは遠藤綾。

#### 歴史秘話 マクロスヒストリア
『歴史秘話 マクロスヒストリア』（れきしひわ マクロスヒストリア）は、NHK BSプレミアムで2019年3月30日23時45分から24時44分にかけて放送された歴史情報番組。NHK総合テレビジョンで同年4月6日24時40分から25時39分にかけて再放送された。案内役は渡邊あゆみアナウンサー。河森正治、佐々木史朗、氷川竜介がビデオ出演。
NHKのレギュラー番組『歴史秘話ヒストリア』の特別回であり、マクロスシリーズ37年間の歩みをたどりながら、「バーチャルアイドルの先駆け」「リアルな変形メカ」「三角関係のラブドラマ」など後世のアニメに影響を与えたエポックメイキングなテーマを紹介した。あわせて、同年5月4日放送予定の『発表!全マクロス大投票』の視聴者投票の中間結果を発表した。

#### 発表!全マクロス大投票
『発表!全マクロス大投票』（はっぴょう ぜんマクロスだいとうひょう）は、NHK BSプレミアムで2019年5月4日21時から23時30分（第1部）・23時45分から24時45分（第2部）にかけて放送された特別番組。特設投票サイトで集計した「作品」「キャラクター」「歌」「メカ」の各部門の人気投票の最終結果を発表した。
- 作品部門1位 マクロスF
- キャラクター部門
  - 作品別1位 シェリル・ノーム（マクロスF）
  - 総合1位 シェリル・ノーム（マクロスFほか）
- メカ部門1位 YF-19（マクロスプラス）
- 歌部門
  - 作品別1位 愛・おぼえていますか（超時空要塞マクロス 愛・おぼえていますか）
  - 総合1位 愛・おぼえていますか（超時空要塞マクロス 愛・おぼえていますか）

#### 歌で紐解く！『マクロス』シリーズ40周年
『歌で紐解く！『マクロス』シリーズ40周年』（うたでひもとく マクロスシリーズ40しゅうねん）は、WOWOWプラスで2023年6月23日23時45分から24時5分まで放送された番組。歴代アニメ作品の映像やリズムゲーム『歌マクロス スマホDeカルチャー』の3Dライブ映像を用いて、シリーズ40年を「歌」の観点から振り返る。ナレーションは瀬戸麻沙美（『マクロスΔ』ミラージュ・ファリーナ・ジーナス役）。同日21時からは『超時空要塞マクロス 愛・おぼえていますか』、23時からは『超時空要塞マクロス Flash Back 2012』が放送された。

### インターネット番組

#### MACROSS THE TRIBUTE LIVE!
『MACROSS THE TRIBUTE LIVE!』（マクロス ザ トリビュートライブ）は、ビクターエンタテインメント特設サイトで2002年11月29日に配信された音楽番組。12月15日にかけて3回リピート配信された。マクロス20周年記念アルバム『MACROSS THE TRIBUTE』『MARI IIJIMA sings LYNN MINMAY』の発売を記念して収録したスタジオライブの模様を中継。出演者は飯島真理、福山芳樹、鋼鉄兄弟。

#### マクロスモデラーズ
『マクロスモデラーズ』は、ライブストリーミングサービス「SHOWROOM」で2016年2月26日より配信されている情報番組。2020年3月までは隔週金曜22時、4月以降は隔週木曜22時スタート（約45分間）。2017年1月以降は、後述の『マクロスはとまらない』と週ごとに交互に配信されている。司会はビックウエストの畠中雄一（通称「セクシー畠中」）。アシスタントは第1回から第23回まで大久保陽奈、第24回以降は西田望見（マキナ・中島役）。
マクロス関連プラモデルの統一ブランド「マクロスモデラーズ」に参画するBANDAI SPIRITS、ハセガワ、ウェーブ、マックスファクトリーの担当者が交代で出演し、商品企画の進捗情報や、新商品のアピールポイントを紹介する生番組で、初心者の西田がレクチャーを受けながら組み立てに挑戦する「のぞみるのプラモデルなんて怖くなーい」コーナーもある。

#### マクロスがとまらない
『マクロスがとまらない』は、ライブストリーミングサービス「SHOWROOM」で2017年1月6日より配信されている情報番組。2020年3月までは隔週金曜22時、4月以降は隔週木曜22時スタート（約45分間）。略称はマクとま。マクロスポータルサイトで配信1週間後より15日間限定でアーカイブ配信を視聴可能。出演者は『マクロスΔ』より東山奈央（レイナ・プラウラー役）、KENN（ボーグ・コンファールト役）、鈴木みのり（フレイア・ヴィオン役）。
マクロス関連の商品やイベントの情報を紹介する生番組で、『歌マクロス』の最新イベントに出演者が協力して挑戦するコーナーもある。「SHOWROOM AWARD 2017」で最優秀コンテンツ賞を受賞した。
コーナー
レイナ東山の「マクロス情報生で丸呑み」
レイナがケイオス最深部にハッキングして入手した最新情報を公開する。
ボークKENNの「大いなる風の便り」
ボーグが空中騎士団の情報網を使って入手した情報を披露する。
フレイア鈴木の「お便り読んじゃるかんね」
フレイアが視聴者から寄せられたメッセージを紹介する。

#### マクロス×サンライズ 新作大発表スペシャル
『マクロス×サンライズ 新作大発表スペシャル』は、2025年3月2日19時よりABEMAで放送された情報番組。YouTubeの「マクロスch」でも冒頭約15分が放送された。2023年に始動が告知されていたサンライズ（バンダイナムコフィルムワークス）制作の新作についての情報を解禁。「マクロス×サンライズ 「新マクロス」 超時空歌姫オーディション2025」の開催が発表され、同日より募集が開始された。出演者は中島愛（『マクロスF』ランカ・リー役）、鈴木みのり（『マクロスΔ』フレイア・ヴィオン役）、MCに吉田尚記（ニッポン放送アナウンサー）。同日よりABEMAで「マクロスチャンネル」が期間限定で開設され、テレビアニメ4シリーズと、そのオープニング・エンディング映像が一挙放送された。

### その他の番組
渋谷アニメランド IN 福井 〜マクロスソングを聴け！〜
NHKラジオ第1放送『渋谷アニメランド』の第9回を福井県みくに文化未来館で公開収録。2010年3月21日20時5分から21時55分まで放送された。出演は福山芳樹、中島愛。司会はNHKアナウンサーの藤崎弘士。
STUDIO MUSIX マクロスナイト
アニマックスで月1回放送の『STUDIO MUSIX』で2012年10月放送分が「マクロスナイト」と称され、福山芳樹、チエ・カジウラ、中島愛、飯島真理（VTRコメント）がゲスト出演し、シリーズについて語った。
アニソン・アカデミー
NHK-FM放送『アニソン・アカデミー』2019年5月11日放送回において、「発表！全マクロス大投票」との連動企画として、リスナー投票による「裏マクロスソングスランキング」TOP20を発表。1位は「SMS小隊の歌〜あの娘はエイリアン」（『マクロスF』より）。
X年後の関係者たち 〜あのムーブメントの舞台裏〜
BS-TBS『X年後の関係者たち 〜あのムーブメントの舞台裏〜』2023年5月2日放送回で「マクロス」を特集。出演は河森正治、美樹本晴彦、板野一郎、佐々木史朗、MCはカズレーザー、立会人は元『アニメージュ』『ニュータイプ』編集長の渡辺隆史。

## 関連商品

### DVD・Blu-ray
マクロス20周年プレミアムコレクション
2002年8月25日、バンダイビジュアルより初回限定生産。品番 BCBA-1286（DVD）。収録時間約60分。ゲームムービー、ノンテロップOP・ED、劇場版予告編、玩具テレビCM集などをアーカイブ収録。さらに新規制作の「マクロス20周年記念映像」、発売前の『マクロス ゼロ』と幻の『マクロス3D』のパイロットフィルムを収録。
「マクロスがとまらない」スペシャルディスク
2020年1月20日、Amazon.co.jp限定発売。品番 AZRX-1016（Blu-ray）。収録時間195分。SHOWROOM「マクロスがとまらない」配信開始3周年を記念し、出演者が「体力！編」「知力！編」の各種企画で対決する。出演はワルキューレ（東山奈央・鈴木みのり・安野希世乃・西田望見・JUNNA）とKENN。特典映像として、シリーズ記念イベント用に制作されたショートアニメ5本を収録。
- 「マクロス」35周年記念アニメーション『Bridge to Macross』 - 「マクロス35周年×羽田健太郎 10th Memorial 『超時空管弦楽』 remember ヘルシー・ウィングス・オーケストラ」で上映（2017年9月）。
- 『Knight of the Walküre』 - 「ワルキューレ 2nd LIVE at 横浜アリーナ “ワルキューレがとまらない"」オープニングCG（2017年1月）。
- 『Meets of The SuperDimension』 - 「マクロス BLUE MOON SHOW CASE IN TOKYO SKYTREE」ラウンドシアターで上映（2018年1-2月）。
- 『Walküre Launch!!!!!』 - 「ワルキューレ 3rd LIVE at 横浜アリーナ “ワルキューレは裏切らない"」オープニングCG（2018年2月）。「Live Version」と「Complete Version」を収録。
- 「マクロス」35周年記念アニメーション『SDF-35 EVE OF WAR』 - 「MACROSS CROSSOVER LIVE 2019 at 幕張メッセ」オープニングCG（2019年6月）の完全版。映像制作グラフィニカ。板野一郎がOVA『マクロス ゼロ』以来久々にマクロスシリーズの映像監修を務める。

### 書籍・雑誌
シリーズ作品を総合的に扱った書籍・雑誌。1作品のみを扱った書籍については各作品の項目を参照。
メカニカルデザインワークスシリーズ
メカデザイン設定画などを収録したシリーズ。ムービック発行。
河森正治 マクロスデザインワークス
2001年。ISBN 978-4896015126。
宮武一貴 マクロス&オーガス デザインワークス
2005年。ISBN 978-4896016291。

バルキリーズ
天神英貴による画集シリーズ。光文社発行。
バルキリーズ 天神英貴マクロス画集
2005年。ISBN 978-4334901240。
バルキリーズ セカンドソーティ 天神英貴マクロス画集
2011年。ISBN 978-4334901813。
バルキリーズ サードソーティ 天神英貴マクロス画集
2016年。ISBN 978-4334902155。

マクロス・クロニクル
シリーズ総合の分冊百科。ウィーヴ、小学館集英社プロダクションより2008年から2010年にかけて全50号が発売され、2013年から2014年にかけて新訂版がデアゴスティーニ・ジャパンより全81号で発売された。

マクロスエース
角川書店より2009年に創刊されたシリーズ総合の漫画雑誌。2011年の第8号を最後に発売されなくなり、一部連載は『ニュータイプエース』に移籍した。

ヴァリアブルファイター・マスターファイル
ソフトバンククリエイティブ（現・SBクリエイティブ）より2009年以降に発行されている、作品世界内における航空・技術専門書という設定の書籍シリーズ。

マクロスメカニクス
ホビージャパンより刊行。
マクロス メカニクス01 マクロスフロンティア編
2011年9月29日出版。『マクロスF』の模型作例と製作ガイドを掲載。ISBN 978-4798602769。
マクロスメカニクス マクロス30th編
2013年9月30日出版。『超時空要塞マクロス』『超時空要塞マクロス 愛・おぼえていますか』『マクロス ゼロ』を中心としたプラキット作例を掲載。ISBN 978-4798606804。
マクロスメカニクス
2024年より刊行が開始された「マクロスモデラーズ」のプラモデルや「マクロス」のコンテンツを扱うマガジン。
- マクロスメカニクス2024【AUTUMN】特集：YF-19 -第1弾。2024年10月31日発売。『マクロスプラス』のYF-19を特集。ISBN 978-4798636610。
- マクロスメカニクス2025【SUMMER】 - 第2弾。2025年6月27日発売。『マクロス7』を特集。ISBN 978-4798638744。

マクロス名言集 おぼえていますか
レッカ社編著、PHP研究所より2013年発行。ISBN 978-4569810812。
語れ！ マクロス
ベストセラーズより2013年発行。ISBN 978-4584205082。
マクロス アーカイヴス
モデルグラフィックス編、大日本絵画より発行。『モデルグラフィックス』に掲載された『超時空要塞マクロス』から『マクロスΔ』までの模型作例記事を収録。
マクロス アーカイヴス
2017年。ISBN 978-4499232128。
マクロス アーカイヴス プラス
2018年。ISBN 978-4499232357。

マクロス ヴァリアブルファイター デザイナーズノート
GA Graphic著、SBクリエイティブより2017年発行。『超時空要塞マクロス』から『マクロスΔ』までに登場する可変戦闘機関連の設定画を収録した書籍。ISBN 978-4797393699。
マクロスモデリングカタログ 〜ハセガワノツバサ〜
モデルグラフィックス編、大日本絵画より2017年発行。『超時空要塞マクロス』から『マクロスΔ』にいたるまでのハセガワ製プラモデルをすべて紹介したモデリングカタログ。ISBN 978-4499232272。
マクロス音楽の全軌跡 1982-2018 ――歴代アーチスト / クリエイター証言集
ポストメディア編集部著、一迅社より2018年発行。歴代シリーズ作品の音楽に関係した人物へのインタビューを収録。ISBN 978-4758016070。
河森正治 マクロス デザイナーズノート
SBクリエイティブより2020年12月5日発売。『超時空要塞マクロス』から『マクロスΔ』までにおける河森のラフスケッチを収録。ISBN 978-4797397185。
マクロス大解剖
三栄より「日本の名作漫画アーカイブシリーズ」のひとつとして2021年11月16日発売。ISBN 978-4779644788。
マクロス超百科
講談社より2022年10月28日発売。シリーズ各作品の紹介、企画書や初期構成案、河森へのインタビュー、板野とアニメスタジオunknownCASEの対談などを掲載する。ISBN 978-4065295007。2024年1月17日には『超時空要塞マクロス』『超時空要塞マクロス 愛・おぼえていますか』『超時空要塞マクロス Flash Back 2012』を扱った第2弾『超時空要塞マクロス超百科』（ISBN 978-4-06-533712-7）が発売された。
美樹本晴彦画集「MACROSS」
KADOKAWAより2025年3月31日発売。美樹本晴彦によるシリーズ作品のイラストを350点以上収録。ISBN 978-4041157947。発売を記念した展示イベント（後述）も開催される。

## ファンクラブ
作品製作サイドによって運営されたもの。
FRONTIER MAGAZINE（2008年6月 - ）
Yahoo!ファンクラブ内で運用された。略称は「フロマガ」。
超銀河ファンクラブ「F魂」（2009年7月 - ）
前述と違い独自運用としての会員制ファンクラブ。略称は「F魂」。
超銀河ファンクラブ「F魂＋ (PLUS) 」（ - 2012年4月30日）
「F魂」から名称を変更し継続運営。以降名称変更の継続運営が続く。
超銀河ファンクラブ「マクロス魂」（2012年5月1日 - 2016年3月30日）
シリーズ全体をフォローするかたちで継続運営。
超銀河ファンクラブ「でる魂」（2016年4月1日 - 2017年3月30日）
『マクロスΔ』の放送に合わせ名称変更し、同作品をメインに据えた内容に変更。
超銀河ファンクラブ「でる魂＋」（2017年4月1日 - 2018年3月31日）
『マクロスΔ』を加えたシリーズ全体に向けた内容に変更。
超銀河ファンクラブ「M魂」（2018年4月1日 - 2024年5月31日）
再度シリーズ全体をフォローするかたちに変更。
超時空ファンクラブ「マクロス魂（MACROSS TAMASHII）」（2024年6⽉4⽇ - ）

## 一般公募オーディション
『マクロスF』以降の作品においては、一般公募による歌姫役のオーディションが実施されている。
Victor Vocal & Voice Audition

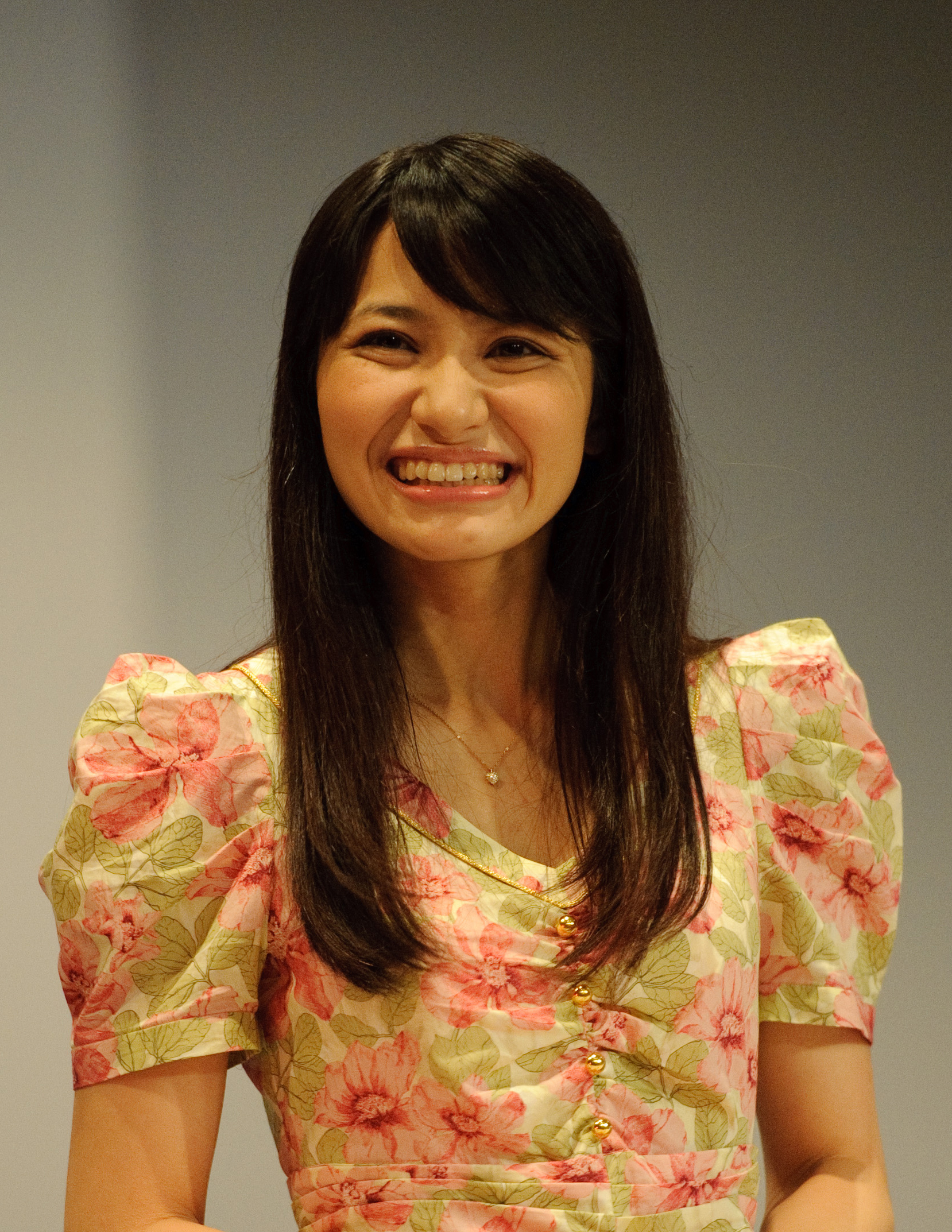
中島愛（ANIME EXPO 2010）

ビクターエンタテインメントにおいて、2007年1月15日から3月31日にかけて、中学校1年生から25歳までの未婚女性という条件で、歌と演技の両方ができる人物が公募された（募集開始時点では作品タイトルの明示なし）。オリジナル曲もしくはコピー曲を2曲収録したものを応募用紙・写真とともに送付する方式。約5,000通の応募から中島愛がグランプリに選ばれ、『マクロスF』のランカ・リー役に起用された。
「ミス・マクロス30」コンテスト
「マクロス30周年記念プロジェクト」の一環として、2012年4月1日から5月7日にかけて募集が実施されたオーディション型コンテスト。応募資格は12歳から25歳の未婚女性で、受賞者にフライングドッグレーベルからのCDデビューを約束する「シンガー・ウィング」、ミュージカルでのステージデビューを約束する「アクトレス・ウィング」の2部門からなる。JOYSOUNDとの協力により、「うたスキ動画」で「マクロス」関連楽曲を歌う姿を撮影して応募するという方式がとられた。
「シンガー・ウィング」では3,000通を超える応募から千菅春香がグランプリを獲得し、コンピュータゲーム『マクロス30 銀河を繋ぐ歌声』のミーナ・フォルテ役に起用され、同ゲームの主題歌「プラネット・クレイドル/ワンダーリング」でCDデビューした。「アクトレス・ウィング」では約550人の応募から片木ゆきが審査員特別賞を受賞し、ミュージカル『マクロス ザ・ミュージカルチャー』に出演した。
「マクロスΔ（仮）」歌姫オーディション

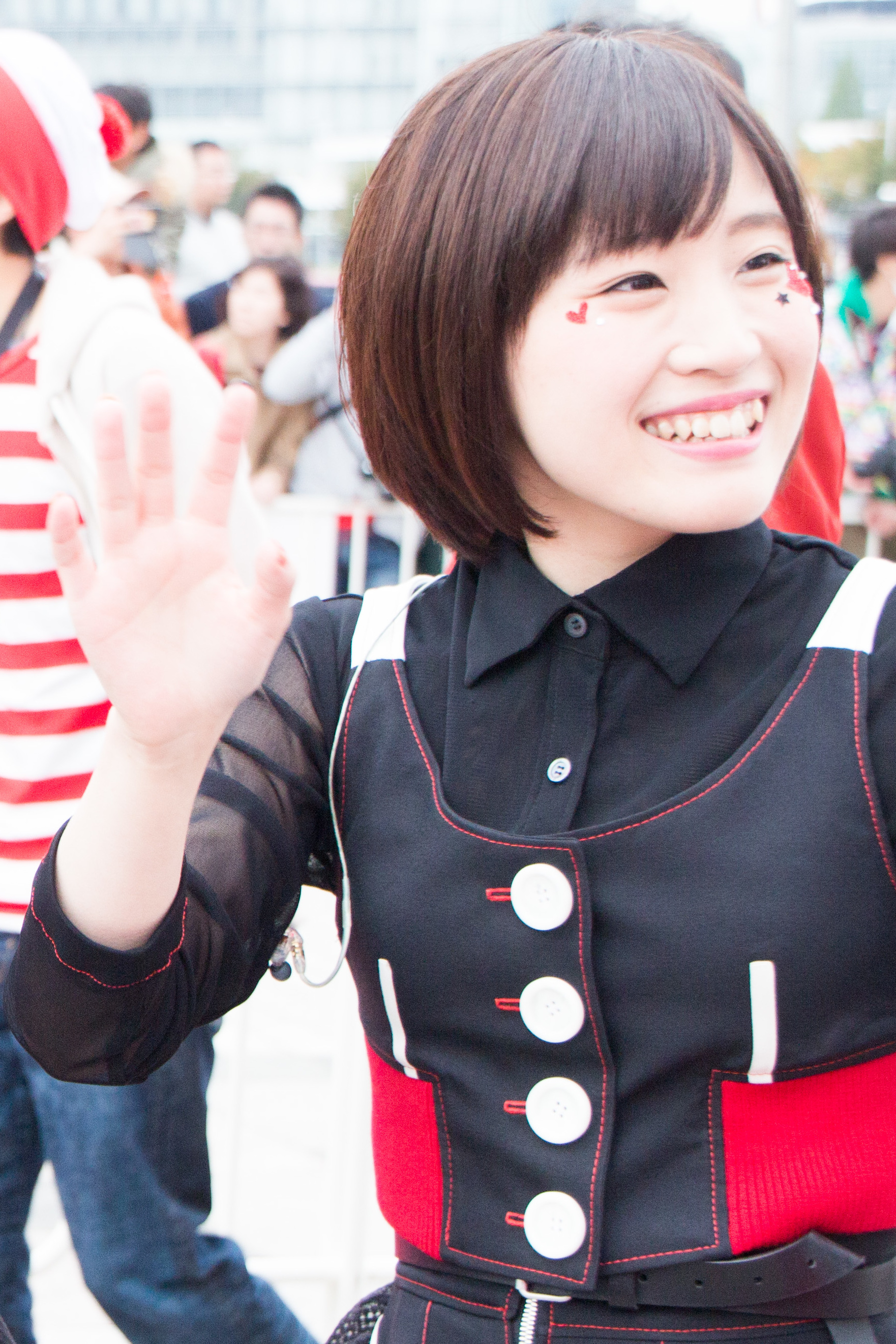
鈴木みのり（T-SPOOK 2016）

2014年12月1日から2015年1月29日にかけて募集された新作テレビアニメの歌姫オーディション。参加資格は2015年1月30日時点で25歳以下の女性で、JOYSOUNDの「うたスキ動画」で歴代「マクロス」の楽曲を歌う姿を撮影し応募するという方式であった。応募者は8,000人に達し、4月下旬に最終選考が実施された。鈴木みのりが『マクロスΔ』のフレイア・ヴィオン役に起用され、10月29日に東京都の秋葉原UDXで開催された制作発表会で発表された。
マクロス×サンライズ 「新マクロス」 超時空歌姫オーディション2025
2023年に発表されたサンライズ（バンダイナムコフィルムワークス）制作による新作アニメの歌姫役を選ぶオーディション。2025年3月2日に生配信された特別番組『マクロス×サンライズ 新作大発表スペシャル』で開催が発表され、同日の20時から4月30日にかけてエントリー受付が行なわれた。エントリー資格は日本国内在住かつ、2025年4月1日時点で満13歳から22歳の女性。一次審査は課題曲を歌って動画をYouTubeにアップロードするWEBエントリーで、6月下旬にオンラインによる二次審査、7月下旬に対面による最終審査が行なわれる。課題曲は、新作アニメの音楽制作を担当するフライングドッグとランティス（バンダイナムコミュージックライブ）が制作した「アイ to アイ」（作詞・作曲・編曲 - フワリ）で、シリーズでは初めて新曲となった。この曲はオーディション公式サイトからダウンロードでき、オーディション参加者以外も二次創作に使用が可能。「-仮歌ver-」は宮原ひとみが歌唱を担当。
エントリー受付開始日より「オーディション特別企画「アイ to アイ」歌ってみた」も開催され、シリーズ過去作品の歌手や特別ゲストが同曲を歌い、オーディション公式YouTubeチャンネルで公開した。公開日と参加者は以下のとおり。
- 3月2日 - 鈴木みのり（『マクロスΔ』フレイア・ヴィオン役）
- 3月6日 - May'n（『マクロスF』シェリル・ノーム歌担当）
- 3月13日 - 福山芳樹（『マクロス7』熱気バサラ歌担当）
- 3月20日 - 中川翔子
- 3月27日 - KENN（『マクロスΔ』ボーグ・コンファールト役）
- 4月3日 - 初音ミク（Produced by Mitchie M）
- 4月6日 - 結城さくな
- 4月10日 - Liyuu
- 4月13日 - 亜咲花
- 4月17日 - JUNNA（『マクロスΔ』美雲・ギンヌメール歌担当）

## イベント・企画・タイアップ
シリーズ全体もしくは複数の作品を扱ったもの。
マクロス超時空進宙式典〜ほんとに2009年になっちゃった…2.22（にゃんにゃんにゃん）だよデカルチャー！〜
『超時空要塞マクロス』の劇中でSDF-1マクロス進宙式が2009年2月に開催されたという架空の史実にちなんで2009年2月22日に秋葉原UDXビル2階「アキバ・スクエア」で開催されたイベント。第1部と第2部の2部構成で、2009年2月7日から2月22日にかけて秋葉原周辺のコンビニエンスストア、メイドカフェで行われたスタンプラリーによる抽選で各部500名ずつ、計1,000名が参加した。第1部と第2部の間の「超時空カラオケ大会」および周辺に設置された展示・物販スペースは入場フリー。司会は豊田ユミ。
第1部「超時空トークショー」のAパート「『超時空要塞マクロス』誕生秘話」では『超時空要塞マクロス』制作の中心メンバーであった河森正治、美樹本晴彦、宮武一貴によるトークが行われ、Bパートの「どーなる?! 『マクロスF』劇場版」では『マクロスF』の主要キャストである中村悠一、遠藤綾、中島愛と総監督の河森によるトークに始まり、劇場版のプロモーションビデオが流され、声優による生アフレコが行われた。また、ランカ・リー＝中島愛の新曲「そうだよ。」も披露された。
JOYSOUND主催の企画によりスカウトされた人による「超時空カラオケ大会」が行われたのち、第2部「超時空進宙式典」Aパートでは『超時空要塞マクロス』第1話の映像と特殊効果、マクロス艦長ブルーノ・J・グローバルを演じた羽佐間道夫や柿崎速雄を演じた鈴木勝美による生アフレコにより進宙式典が再現され、その後は羽佐間と鈴木によるトークショーとなった。Bパートでは『マクロス7』で主人公の熱気バサラの声を演じた神奈延年、次いで『マクロスF』でヒロインのランカ・リーを演じた中島愛によるミニライブが行われた。
展示・物販スペースでは「マクロスシリーズ」の玩具制作に携わる企業による非売品の展示、「マクロスF オフィシャル痛車」ラッピング作業の実演が行われ、限定グッズも販売された。また、タブリエ・コスパグループ運営のメイドカフェ「CURE MAID CAFE'」では本イベントに連動して「マクロスシリーズ」ゆかりの特別メニューの提供や限定グッズの販売が行われていた。
オシャレマクロス
『劇場版 マクロスF』完結編公開に合わせ、2011年2月19日から3月15日にかけて新宿マルイワンに開設された、『マクロスF』と服飾ブランド等のコラボレーション商品を販売する期間限定ショップ。その後も日本各地のマルイ店舗で「オシャレマクロス」の名を冠し、「マクロスシリーズ」各作品とのコラボレーション商品の販売がたびたび行われている。
マクロス30周年プロジェクト
「マクロスシリーズ」30周年を記念して、2012年から2013年にかけてさまざまなイベントが開催された。
- 2012年4月1日より「ミス・マクロス30コンテスト」のエントリー受付が開始され、歌手部門のグランプリに千菅春香が選ばれた。
- 東京都の渋谷パルコにおいて2012年4月26日より5月13日まで「マクロス30周年エキシビション MACROSS:THE DESIGN ＠PARCO」が開催され、その後は愛知県の名古屋パルコなどでも継続して開催された。
- 同年4月28日より5月6日まで東京都の池袋サンシャインシティで「30th ANNIVERSARY マクロス超時空展覧会 〜バルキリーで誘って！〜」開催。
- 8月10日より22日まで東京都の西武池袋本店別館で「マクロス30周年記念ザ・マクロス原画展」開催。
- 8月11日からは、奈良県のイオンモール大和郡山を皮切りに「マクロスキャラバン☆30」開始。
- 9月2日、作品世界で移民船団「メガロード-01」が2012年に出航するという設定にちなみ、東京都のよみうりホールで「第1次長距離移民船団メガロード進宙祭」を開催。出演者は土井美加（『超時空要塞マクロス』早瀬未沙役）、速水奨（『超時空要塞マクロス』マクシミリアン・ジーナス役）、櫻井智（『マクロス7』ミレーヌ・ジーナス役）、遠藤綾（『マクロスF』シェリル・ノーム役）、中島愛（『マクロスF』ランカ・リー役）、吉井香奈恵（『マクロス ザ・ミュージカルチャー』さくら・クロフォード役）、神田沙也加（『マクロス ザ・ミュージカルチャー』シャルロット・マリオン＝グラス役）、片木ゆき（「ミス・マクロス30コンテスト」アクトレス・ウィング審査員特別賞受賞者）。記者会見と、出演者によるトーク、生ドラマ、歌が披露された。
- 9月28日から11月4日の期間、マクロス30周年と東京ドームシティ アトラクションズとのコラボレーション企画「超時空遊園地 マクロススタンプラリー in 東京ドームシティ アトラクションズ」が開催され、ロッテリアとも記念グッズイベントを行った。
- 10月3日から10月8日にかけて、東京ドームシティーホールでミュージカル『マクロス ザ・ミュージカルチャー』公開。
- 2013年2月28日、歴代シリーズのキャラクターが集結するクロスオーバー作品の『マクロス30 銀河を繋ぐ歌声』発売。同作品の主題歌と登場人物のミーナ・フォルテ役を先述の千菅が担当。
- 同年6月28日から10月28日にかけて、兵庫県の宝塚市立手塚治虫記念館で「MACROSS：THE MUSEUM」が開催された。2059年の新統合政府が運営する特別企画展示という想定で、実際に搭乗できるVF-1S バルキリーの実物大コックピットが初展示となった。2014年3月15日から7月6日にかけて宮城県の石ノ森萬画館で「MACROSS:THE MUSEUM ver.1.01」、2015年2月6日から2月23日にかけて東京都の渋谷パルコで「MACROSS:THE MUSEUM ver.2.0」を中心とする「マクロス シブヤックデカルチャー」、『マクロスΔ』放映開始を直前に控えた2016年3月5日から3月14日にかけては愛知県の名古屋パルコで「MACROSS:THE MUSEUM ver.2.Δ」が開催された。
- 7月13日、シリーズ歴代の歌手を集めたライブ「マクロス クロスオーバーライブ30」開催。

マクロス新宿トライアングラー
2013年12月25日の『マクロスF ゼントラ盛りBlu-ray Box』発売を記念し、10月5日から25日にかけて、東京都の新宿マルイアネックスで「オシャレマクロスF9」、10月19日には新宿三丁目周辺でファン交流イベント「マクロス☆コン 〜君は誰と××する？〜」、同日に新宿バルト9で「マクロス映画祭 秋の陣2013」が開催された。
翌年2014年2月には『劇場版マクロスF 30th dシュディスタb BOX』の発売を記念して「マクロス新宿トライアングラー2014」と題し、「マクロス☆コン 〜出会いの歌、新宿に響け！〜」「マクロス映画祭もうすぐ春の陣2014」「dオシャレマクロスb」が開催された。
さっぽろ雪まつり2016
2016年2月5日から2月11日まで北海道札幌市で開催された「さっぽろ雪まつり2016」の大通会場9丁目において、「マクロス」の雪像が制作された。中央の像は『超時空要塞マクロス』の主役メカVF-1J バルキリーを、両脇の像は後継作品の歌姫・ヒロインである『マクロスF』のランカ・リー（右）、『マクロスΔ』のフレイア・ヴィオン（左）をかたどっている。
『マクロスΔ（デルタ）』放送直前！「マクロス」ゼントラ盛りトークショー Powered by dアニメストア2016年3月26日、東京ビッグサイトの「AnimeJapan 2016」REDステージで開催されたトークショー。出演者は速水奨（『超時空要塞マクロス』『マクロス7』マクシミリアン・ジーナス役）、竹田えり（『超時空要塞マクロス』『マクロス7』ミリア・ファリーナ・ジーナス役）、櫻井智（『マクロス7』ミレーヌ・フレア・ジーナス役）、中島愛（『マクロスF』ランカ・リー役）、内田雄馬（『マクロスΔ』ハヤテ・インメルマン役）、瀬戸麻沙美（『マクロスΔ』ミラージュ・ファリーナ・ジーナス役）、鈴木みのり（『マクロスΔ』フレイア・ヴィオン役）、河森正治（『マクロスΔ』総監督）。出演者による生ドラマに続き、歴代作品のダイジェスト映像上映と新作『マクロスΔ』の紹介が行なわれた。
マクロス海の家
2017年7月1日から8月31日にかけて、神奈川県の片瀬西浜海水浴場に開設された海の家。『マクロスF』と『マクロスΔ』に登場する歌姫たちが水着姿となったイラストが展示され、特別メニューの提供や限定グッズの販売が行われた。
マクロス BLUE MOON SHOW CASE IN TOKYO SKYTREE
シリーズ35周年を記念して2018年1月9日から2月28日まで開催された、東京スカイツリーとのコラボレーションイベント。館内装飾とスペシャルコンテンツ上映、オリジナルグッズの販売やカフェでのコラボレーションメニュー提供が行われた。
MACROSS : THE ART 1982-2018
シリーズ35周年、『マクロスF』10周年を記念し、2018年6月29日から10月29日まで宝塚市立手塚治虫記念館で開催された企画展。近隣の飲食店ではコラボレーションメニューの提供が行われた。
マクロス イルミネーションLIVE!!!!!! in さがみ湖イルミリオン
さがみ湖リゾート プレジャーフォレストの冬季イベント「さがみ湖イルミリオン」とコラボレートし、2019年11月2日から2020年1月7日まで開催された。『マクロスF』『マクロスΔ』の歌姫たちのイルミネーションショーやARライブ、「ワルキューレリフト」「バルキリーパイロット」などのアトラクションが設けられた。11月3日にはフレイア・ヴィオン、11月23日にはシェリル・ノームのバースデイイベントが行われ、鈴木みのり（3日）と遠藤綾（23日）が出演した。12月21日は『マクロス7』25周年の記念ライブが行われ、福山芳樹（歌バサラ）と神奈延年（声バサラ）が出演した。
マクロス40th × サイバーセキュリティ月間2022
2010年から開始され、毎年2月1日から3月18日にかけて日本政府の内閣サイバーセキュリティセンター（NISC）が中心となって実施しているサイバーセキュリティ月間において、2022年は40周年を迎える「マクロスシリーズ」とのタイアップが展開された。「銀河（インターネット）に届け私たちの歌（サイバーセキュリティ）!!」というキャッチフレーズが入ったものをメインとする3種類のポスターのほか、デジタルサイネージやバナーを展開しセキュリティ対策を呼びかける。2月3日よりYouTubeの「マクロス」チャンネルでプロモーション映像が公開され、3月13日19時からは『マクロスがとまらない』のレギュラー出演者らによるクイズ形式の「超時空サイバーセキュリティ特番」がYouTubeプレミア公開された。
マクロス放送40周年記念 超時空要塞マクロス展
『超時空要塞マクロス』放送40周年を記念し、2022年7月1日から10月24日にかけて宝塚市立手塚治虫記念館で開催された企画展。アスラテック株式会社のロボット制御システム「V-Sido（ブシドー）」により自動変形が可能なSDF-1 マクロスを再現した直径約700mmのロボット「SELF-TRANSFORMING SDF-1」をメイン展示とした。このロボットは展示期間中に4,730回以上稼働しながら一度も故障はなく、最終日には2023年3月に横浜で展示されることが発表された。
2023年3月24日から4月9日にかけて神奈川県のマルイシティ横浜でも開催。描き下ろしキービジュアルを河森が手がけている。
2023年7月15日から9月24日にかけて、宮城県の石ノ森萬画館でも開催された。
マクロス40周年 絶対極楽!!!!!ふろンティア!!
2022年7月15日から8月14日にかけて極楽湯・RAKU SPAグループ6店舗で開催された『マクロスF』『マクロスΔ』とのコラボレーションキャンペーン。『劇場版マクロスΔ 絶対LIVE!!!!!!』が公開された前年には『マクロスΔ』とのコラボレーションキャンペーンが実施されている。
A3 POP UP STORE（POP UP SHOP）
A3が開催するポップアップストア。
- 2022年8月11日から同月24日にかけて秋葉原スキマストアで『マクロスΔ』『マクロスF』の描き下ろしイラストを用いたグッズを販売。
- 2022年9月30日から10月13日にかけて東京駅キャラクターストリートで『超時空要塞マクロス』『超時空要塞マクロスII -LOVERS AGAIN-』の描き下ろしイラストを用いたグッズを販売。
- 2023年2月17日から3月2日にかけて池袋スキマストアで『マクロスプラス』『マクロス7』『マクロス ゼロ』の描き下ろしイラストを用いたグッズを販売。
- 2023年9月16日から同月26日にかけて池袋スキマストアで『マクロスF』『マクロスΔ』の「ペイント」をテーマとしたグッズを販売。
- 2023年10月2日から2024年4月30日にかけて、TSUTAYAの日本全国6地域、11店舗を巡回して『マクロスF』『マクロスΔ』の「トラベル」をテーマとしたイラストを用いたグッズを販売。
- 2023年12月22日から2024年1月11日にかけて、東京都の池袋P’PARCO 3階eeo POP-UP STOREで『マクロスF』の「クリスマス」をテーマとしたネオンサインアートと、『マクロスΔ』の「お正月」をテーマとしたレトロアートを用いたグッズを販売。
- 2024年5月17日から5月30日にかけて、東京キャラクターストリートいちばんプラザで「時速500㎞（マクロスピード）で突っ走るよ！マクロス×リニアL0系 POP UP STORE」が開催され、江端里沙による『マクロスF』『マクロスΔ』の描き下ろしイラストや、駅員風衣装のグラフアートを用いたグッズを販売。
- 2024年8月23日から9月11日にかけて、東京、名古屋、大阪、福岡のタワーレコード4店舗で「Marching Macross POP UP SHOP in TOWER RECORDS」が開催され、『マクロスF』と『マクロスΔ』の「マーチングバンド」をテーマとしたグッズを販売。
- 2025年2月14日から2月27日、3月14日から3月27日にかけて東京キャラクターストリートで「Macross Valentine's Day & White Day POP UP SHOP」が開催され、『マクロスF』と『マクロスΔ』のレトロアートグッズを販売。
- 2025年8月8日から8月17日にかけて、神奈川県の横浜中華街で「ゴージャス☆デリシャス☆デカルチャイナタウン」が開催され、『マクロスF』と『マクロスΔ』のチャイナドレスを着た歌姫のグッズを販売。

『マクロス』×RED° TOKYO TOWER「マクロス40周年がとまらない」
2023年2月10日から2月26日にかけて中外鉱業がRED° TOKYO TOWERと共同主催したコラボレーションイベント。描き下ろしイラストを用いたグッズやドリンクが販売され、謎解き「音楽で謎を解け」とアトラクション「目指せパイロット」も設置された。2月18日には鈴木みのり、西田望見、畠中雄一が出演する有料特別観覧イベント「マクロス40周年がとまらない 〜マクロスΔ / ワルキューレを一緒に観よう〜at RED° TOKYO TOWER」が開催された。
マクロス超時空フェスティバル
バンダイナムコアミューズメントの施設で開催される体験型イベント。キービジュアルは江端里沙が手掛けている。
- 2023年6月9日から7月30日にかけて東京都のバンダイナムコ Cross Store 東京（池袋）、同年8月17日から9月24日にかけて大阪府のバンダイナムコ Cross Store大阪梅田、同年10月6日から11月16日にかけて福岡県のバンダイナムコ Cross Store博多で「マクロス超時空フェスティバル 40周年だヨ！デカルチャー!!」と題して開催された。2023年4月20日、「皆様の熱い声」に応じてキービジュアルに『超時空要塞マクロス』の主人公、一条輝を追加したことが発表された。
- 2024年2月23日から4月7日にかけて、東京都の東急歌舞伎町タワー3階namco TOKYOで「マクロス超時空フェスティバル［アンコール］ at 東急歌舞伎町タワー」と題してアンコール開催された。3月2日には福山芳樹が出演する「マクロス7 30周年記念 熱気バサラ ミニライブ at マクロス超時空フェスティバル」が行なわれた。連動企画として同期間、109シネマズプレミアム新宿でシリーズの劇場版作品8作とライブ映像作品4作を上映する「マクロス超時空フェスティバル プレミアム映画祭 at 109シネマズプレミアム新宿」が開催された。
- 2024年9月20日から10月20日にかけて、京都府のバンダイナムコ Cross Store 京都、2024年11月15日から12月5日にかけて福岡県のバンダイナムコ Cross Store 博多、2024年12月20日から2025年1月26日にかけて神奈川県のバンダイナムコ Cross Store 横浜で「裏マクロス超時空フェスティバル」が開催された。
- 2025年2月21日から4月13日にかけて、東京都の東急歌舞伎町タワー3階namco TOKYOにおいて「マクロス超時空フェスティバル 歌舞伎町オンステージ！」が開催され、連動企画として同期間、109シネマズプレミアム新宿でシリーズの劇場版作品を一挙上映する「マクロス超時空フェスティバル プレミアム映画祭2 at 109シネマズプレミアム新宿」が開催された。

マクロス×サンシャインシティプリンスホテル
2023年7月15日から11月18日にかけて東京都のサンシャインシティプリンスホテルで『マクロスF』『マクロスΔ』とのコラボーション宿泊プランを販売。
銀河ネットワーク M魂チャンネル〜あの時（）のあの曲を一緒に観よう〜
2023年11月18日、『マクロスF』15周年とBlu-ray Disc / DVD『ワルキューレ FINAL LIVE TOUR 2023 〜Last Mission〜』発売を記念し、東京都の品川インターシティホールでファンクラブ「M魂」が主催した『マクロスF』と『マクロスΔ』のクロスオーバーイベント。ライブ配信と有観客で実施された。出演者は遠藤綾（『マクロスF』シェリル・ノーム役）、中島愛（『マクロスF』ランカ・リー役）、鈴木みのり（『マクロスΔ』フレイア・ヴィオン役）、安野希世乃（『マクロスΔ』カナメ・バッカニア役）。
マクロスFとΔ合わせ 京都南座歌舞伎ノ宴
2024年1月20日から2月18日にかけて、京都府の南座で開催された『マクロスF』『マクロスΔ』と歌舞伎のコラボレーション企画展。『マクロスF』キャラクターデザインの江端里沙、『マクロスΔ』キャラクターデザインのまじろによる描きおろしイラストの展示と、オリジナルグッズの販売も行なわれた。
これに先立ち「マクロスFとΔ合わせ 京都南座歌舞伎ノ宴 〜ミニライブ&歌舞伎コラボトーク〜」が開催され、1月13日にはワルキューレの美雲ΔJUNNAとフレイアΔ鈴木みのり、1月14日にはシェリル・ノーム starring May'n、両日ともに歌舞伎俳優の片岡千之助が出演した。「Streaming+」において、1月13日夜公演が2月3日から2月11日にかけて、1月14日夜公演が2月4日から2月12日にかけてアーカイブ配信された。2024年6月5日に発売されたワルキューレのアンコールアルバム『W encore』の初回限定盤には、未配信映像を加えた再編集版のライブ映像を収録したBlu-ray Discが付属する。
AnimeJapan 2024 ディズニープラス「マクロス」ブースイベント
2024年3月23日・24日に東京ビッグサイトで開催された「AnimeJapan 2024」のディズニープラスブースにおいて、23日に開催されたステージイベント。福山芳樹、中島愛、鈴木みのり、畠中雄一が出演し、YouTubeとニコニコ生放送で生配信された。「クリエイションステージ」には23日に河森正治、美樹本晴彦、大野木寛、24日にも河森が出演した。
美樹本晴彦画集『MACROSS』展
『美樹本晴彦画集「MACROSS」』の発売を記念した展示イベント。「美樹本晴彦画集『MACROSS』展〜叙唱〜」と題して2025年4月4日から4月9日に東京都の東急プラザ原宿「ハラカド」3階BABY THE COFFEE BREW CLUBで開催され、4月6日には「美樹本晴彦 スペシャルトークショー & サイン会」も行なわれた。同年7月22日から7月27日には、神奈川県のサブウェイギャラリーMで「美樹本晴彦画集『MACROSS』展 〜重唱〜」と題して開催。25日に美樹本のトークイベント、26日にサイン会が実施された。2025年8月13日から9月9日にかけては大阪府のなんばマルイ2F / 3F 特設会場で「美樹本晴彦画集『MACROSS』展 〜合唱〜」と題して開催され、8月16日・17日には美樹本のサイン会、9月6日にはkino cinéma 心斎橋で同展開催を記念して美樹本の舞台挨拶つきで『超時空要塞マクロス 愛・おぼえていますか』の35mmフィルム上映会が開催される。
マクロス万国博覧会
2025年9月25日より11月9日にかけてバンダイナムコ Cross Store 大阪梅田、その後は福岡、東京で巡回開催。キービジュアルは江端里沙による描き下ろし。
マクロスモデラーズ 10周年記念 総員合唱共闘ライブ!!!!!!!!
マクロスモデラーズ10周年を記念し、2025年10月4日に東京都のNEW PIER HALLで開催。情報番組『マクロスモデラーズ』のレギュラー出演者である西田望見、畠中雄一、マクロスモデラーズ参画各社の担当者に加え、ゲストとして安野希世乃が出演予定。

## 幻の企画
アドバンスド・バルキリー (Advanced Valkyrie)
1985年末、『模型情報』誌上で告知されたバンダイの模型企画。ガンプラのMSVにあたるスピンオフシリーズだが、プランナーの河森はマクロス世界外における可変戦闘機のバリエーション展開を構想していた。21世紀初頭、北米で活動する可変戦闘機テストチームNOVAの物語に並行してプラモデルを発売する予定で、5機種のデザインイラストや試作見本も公表されたが、その後進展がなく商品化は頓挫した。
厳密には「マクロスシリーズ」の企画ではなかったが、可変戦闘機のバリエーション構想は『マクロスプラス』以降で結実する。幻のデザインとなったVF-3000やVF-9に改名したVF-X-11は、2001年発売のゲーム『マクロスM3』で陽の目を見た。河森はその後も「マクロス」のタイトルを外した可変戦闘機ものを作ってみたいと語っている。
ハリウッド実写版『愛・おぼえていますか』
1994年、マクロスシリーズの新展開に先立ち「4大プロジェクト」が発表され、OVA（マクロスプラス）、テレビシリーズ（マクロス7）、両作品の劇場版に続き「ハリウッドでの実写特撮映画化を準備中」「『超時空要塞マクロス 愛・おぼえていますか』をベースに歌をテーマにした作品」と告知された。日本側からは河森がシナリオ構成として渡米し、アメリカのスタッフとミーティングを重ねた。最初は『スーパーマンII』、2人目は『アダムス・ファミリー』のシナリオライターが担当し、3人目に変わったあたりで資金が尽き、企画は頓挫した。
映画の基本構成は『愛・おぼえていますか』のままで、アメリカ人に分かりづらそうな部分を手直しした。その際「なぜ異星人に効くのは、映画や小説ではなく『歌』なのか」といった疑問や、「ミンメイは選ばれた人だ」という台詞がなければ、アメリカ人は主人公として認められないという意見があり、その後、河森は細かな位置付けまで考える癖が着いたという。
マクロス3D（仮）
1999年末に製作発表されたOVA作品。「巨人の犯罪を取り締まるバルキリー警察の隊員が、ゼントラーディ巨人の娘に恋する」という物語。「マクロス」関連のゲームムービーや『マクロス ダイナマイト7』のオープニングアニメーションを手がけたゴンゾが制作し、メカ、キャラクターを含めフル3DCG作品という触れ込みで、2000年にデモ映像が公開された。
しかしその後進展がなく、2002年に『マクロス ゼロ』が発表されてからは「3DCG表現の可能性を探るためのテストピース」と説明されるようになった。なお、デモ映像は「マクロス3D VFX」というタイトルでDVD『マクロス20周年プレミアムコレクション』に収録されている。
（主要スタッフ）原案・メカニックデザイン・総監修 - 河森正治 / 監督 - もりたけし / 脚本 - 佐藤大 / キャラクターデザイン - ソネハチ / メカニックデザイン・美術設定 - 宮武一貴